# Windows 10
Windows 10 è un sistema operativo per personal computer prodotti da Microsoft come parte della famiglia di sistemi operativi Windows NT. È il successore di Windows 8.1 e il predecessore di Windows 11. È stato pubblicato per la produzione e al contempo per la vendita al dettaglio il 29 luglio 2015.
Windows 10 ha ricevuto recensioni per lo più positive alla sua versione originale nel luglio 2015. I critici hanno elogiato la decisione di Microsoft di fornire un'interfaccia orientata al desktop in linea con le versioni precedenti di Windows, contrastando l'approccio orientato al tablet di Windows 8, sebbene l'interfaccia utente touch-oriented di Windows 10 sia stata criticata per il contenimento di regressioni dall'interfaccia touch-oriented di Windows 8. I critici hanno inoltre elogiato i miglioramenti apportati al software bundle di Windows 10 su Windows 8.1, l'integrazione di Xbox Live, nonché le funzionalità e le capacità dell'assistente personale Cortana e la sostituzione di Internet Explorer con Microsoft Edge. Tuttavia, i media hanno criticato le modifiche ai comportamenti del sistema operativo, tra cui l'installazione obbligatoria degli aggiornamenti, i problemi di privacy rispetto alla raccolta dei dati eseguita dal sistema operativo per Microsoft e i suoi partner e le tattiche adware utilizzate per promuovere il sistema operativo alla sua uscita
Alla fine del 2024 Microsoft ha annunciato la fine del supporto al sistema operativo con possibilità di ricevere supporto esteso a pagamento per un ulteriore anno.

## Storia

### Le prime dichiarazioni
Andrew Lees - capo delle tecnologie mobili di Microsoft - durante il Microsoft Inspire del 2011, affermò che l'impresa intendeva disporre un singolo ecosistema software per PC, telefoni, tablet e altri dispositivi. "Non avremo un ecosistema per PC, uno per i telefoni e uno per i tablet, saranno tutti uniti."
Nel dicembre 2013, la scrittrice di tecnologia Mary Jo Foley ha riferito che Microsoft stava lavorando a un aggiornamento di Windows 8 con nome in codice "Threshold", così pure a "Blue" (che diventò Windows 8.1). Foley definì Threshold un'"ondata di sistemi operativi" su più piattaforme e servizi Microsoft, programmata per il secondo trimestre del 2015. Foley riferì che tra gli obiettivi di "Threshold" c'era la creazione di una piattaforma applicativa e di un toolkit di sviluppo per Windows, Windows Phone e Xbox One (che utilizzano tutti un kernel Windows NT).
Nell'aprile 2014, durante la  Microsoft Build di quell'anno, Terry Myerson di Microsoft presentò una versione aggiornata di Windows 8.1 che ha aggiunto la possibilità di eseguire le app di Windows Store all'interno del desktop di Windows e un menu di avvio più tradizionale al posto della schermata Start di Windows 8. Il nuovo menu Start riprende il design di Windows 7 utilizzando solo una parte dello schermo e includendo un elenco di applicazioni in stile Windows 7 nella prima colonna. La seconda colonna mostra i riquadri per app in stile Windows 8. Myerson disse che questi cambiamenti sarebbero arrivati in un aggiornamento futuro, ma non furono elaborati. Microsoft svelò anche il concetto di "app universale per Windows", consentendo il porting di app Windows Store create per Windows 8.1 su Windows Phone 8.1 e Xbox One condividendo un codice base comune, con un'interfaccia progettata per diversi fattori di forma del dispositivo e consentendo all'utente dati e licenze per un'app da condividere tra più piattaforme. Windows Phone 8.1 condividerebbe quasi il 90% delle comuni API di Windows Runtime con Windows 8.1 su PC.
Le schermate di una build di Windows che si presumeva essere Threshold trapelarono a luglio 2014, mostrando il menu Start presentato in precedenza e le app di Windows Store con finestre seguito da un'ulteriore schermata a settembre 2014 di una build che si identifica come "Anteprima tecnica di Windows", numerata 9834, che mostrava un nuovo sistema desktop virtuale, un centro notifiche e una nuova icona Esplora file.

### Le conferenze stampa e l'annuncio ufficiale
Nell'aprile 2014, alla BUILD Conference, Terry Myerson di Microsoft presenta una versione aggiornata di Windows con nome in codice Threshold, che aggiungeva la possibilità di eseguire applicazioni dello Store all'interno del desktop di Windows, e in cui si torna a un tradizionale menu di avvio abbandonando la schermata di avvio che era stata introdotta come sostituto nel precedente Windows 8. Il nuovo menu di avvio riprendeva quello di Windows 8, usando però solo una porzione dello schermo, come in Windows 7: nella prima colonna si trovava un elenco di app, mentre la seconda colonna mostrava le tile e le app. Myerson aveva già dichiarato che questi locambiamenti si sarebbero verificati in un aggiornamento futuro. Microsoft annunciava inoltre il concetto di una "app universale di Windows".
Nel luglio 2014, il nuovo CEO di Microsoft Satya Nadella ha spiegato che l'azienda stava progettando la "realizzazione della prossima versione di Windows da tre sistemi operativi in uno unico per schermi di tutte le dimensioni", unificando Windows, Windows Phone e Windows RT, intorno un'architettura comune e di un ecosistema di applicazioni. Tuttavia, Nadella ha dichiarato che questi cambiamenti interni non avrebbero avuto alcun effetto sul modo in cui i sistemi operativi sono commercializzati e venduti. Sono stati presentati inoltre screenshot di una build di Windows a luglio 2014, rivelando tutto questo, seguiti da ulteriori screenshot che mostrano un nuovo gestore di desktop virtuali, un centro di notifiche e alcune nuove icone di sistema, piatte, che sono ispirate al linguaggio di design Microsoft, in sostituzione di quelle introdotte in Windows Vista che sono succedute fino a Windows 8.1: ad esempio Esplora File ha cambiato icona.
Threshold è stato presentato il 30 settembre 2014 sotto il nome di Windows 10. Myerson l'ha definito come la "piattaforma più completa che mai", fornendo una singola versione unificata per i computer desktop, laptop, tablet, smartphone, e dispositivi all-in-one.
Stando a quanto annunciato da Jerry Nixon, developer evangelist di Microsoft, Windows 10 sarà l'ultima major release di Windows: invece di essere sostituito nel corso degli anni da versioni successive, il sistema operativo sarà proposto agli utenti come un "servizio" (Windows as a Service), e riceverà aggiornamenti cumulativi che introdurranno progressivamente nuove funzioni. In pratica, secondo i piani di Microsoft, non vi saranno proposte successive edizioni di Windows (ecco fonti che affermano ciò). Tuttavia è stato presentato il suo successore: Windows 11

### La pubblicazione
Il 1º giugno 2015, Microsoft annunciò che Windows 10 sarebbe stato pubblicato il 29 luglio 2015. Microsoft iniziò una campagna pubblicitaria incentrata su Windows 10, "Upgrade Your World", il 20 luglio 2015 con la première di spot televisivi in Australia, Canada, Francia, Germania, Giappone, Regno Unito e Stati Uniti. Gli spot si concentrarono sullo slogan "Un modo più umano di fare", sottolineando le nuove funzionalità e tecnologie supportate da Windows 10 che cercavano di offrire un'esperienza più "personale" agli utenti. La campagna culminò con eventi di lancio in tredici città il 29 luglio, che celebrarono "il ruolo senza precedenti dei nostri più grandi fan nello sviluppo di Windows 10".

### Il programma "Windows Insider"
Dal 1º ottobre 2014 è stato disponibile al download l'anteprima tecnica, scaricabile registrandosi al programma Windows Insider.
Non è la prima volta che Microsoft offre un suo sistema operativo in anticipo, in quanto ciò è già avvenuto con Windows Phone, attraverso il programma Developer Preview. Già a novembre 2014 la Technical Preview (spesso abbreviata in TP) era stata scaricata da oltre un milione di persone (dati di novembre 2014).
Sul sito di Microsoft, prima di scaricare la ISO della build vengono poste delle avvertenze, fra cui anche l'indicato utilizzo su computer secondari. Consigliato poi anche l'utilizzo di questo sistema operativo solo nel caso si sia esperti, è per questo motivo che sul sito Microsoft compare la seguente frase: "Non scherziamo nel dire che è 'roba da esperti'. Quindi, se credi che il BIOS sia un nuovo tipo di carburante vegetale, Technical Preview potrebbe non essere adatto a te".
Il numero della build è 9841, e presenta un'evoluzione del kernel NT, passando da 6.3 a 6.4. Questa build è stata presentata al grande pubblico il 1º ottobre 2014. Il secondo aggiornamento della Preview è disponibile al download tramite aggiornamento Preview Update il giorno 21 dello stesso mese. Porta con sé, oltre alla correzione di quasi 7000 bug, un cambio del numero della build, 9860. I dispositivi aventi Windows Phone 8 potranno ricevere l'aggiornamento per la versione ARM, come confermato da Microsoft con un tweet a metà novembre.
Windows Technical Preview introduce anche servizi che sarebbero dovuti essere presenti nell'annunciato Windows 8.1 Update 2. Non essendo stato presentato, sono stati inseriti direttamente in Windows 10.
A partire dalla build 9926, è stato possibile provare in anteprima le funzioni di Edge, il nuovo browser integrato in Windows 10, digitando "about:flags" nella barra degli indirizzi di Microsoft Internet Explorer.
Nella prima e seconda release manca Cortana ma l'annunciato Centro Notifiche è stato introdotto nella build 9860. Inoltre questa versione era limitata all'uso privato come versione di prova fino al 15 aprile 2015 (build 9841) e fino al 16 con la build successiva (versione non attivabile, in quanto solo una preview). La versione è incompatibile con i dispositivi con Windows Phone o Windows RT (dispositivi ARM). Altre mancanze sono le nuove DirectX e la nuova versione di Internet Explorer. Con la seconda release sono risolti bug riguardanti gli aggiornamenti, e sono presenti nuove App, come Battery Saver e Data Sense, già presenti in Windows Phone, che permettono di gestire rispettivamente l'utilizzo della batteria e il controllo del traffico internet del dispositivo. Sempre nella build 9860 sono introdotti il supporto per alcuni file multimediali in Windows Media Player e il supporto delle icone delle app anche nel desktop, oltre che nel menu Start e nella cosiddetta Superbar.
Inoltre era stato previsto che nel menu Start le tile non sarebbero più ordinate secondo il metodo di Windows 8 ma secondo il metodo di Windows Phone, cioè non più ordinate automaticamente e consecutive, ma secondo l'ordine preferito dell'utente e manuale. La charm bar è disattivata e non è più possibile utilizzarla. La scorciatoia da tastiera Win+C richiama Cortana per impartirle direttamente un comando vocale.
La build 10240, quella finale, fu disponibile ai Windows Insiders dal 15 luglio 2015, due settimane prima della pubblicazione.
A differenza delle altre versioni di Windows, il programma di testing è stato mantenuto in vita anche dopo la pubblicazione della RTM ed è tuttora suddiviso in tre canali:
- Fast: questo è il canale principale del programma. Vengono proposte le build di anteprima del prossimo aggiornamento delle funzionalità (quando sta per essere finalizzato si passa al prossimo) in modo molto frequente. La stabilità potrebbe quindi essere compromessa.
- Slow: in questo canale vengono proposte build di anteprima del prossimo aggiornamento delle funzionalità quando si sta avvicinando alla versione finale, migliorando quindi la stabilità.
- Release Preview: in questo canale vengono pubblicati aggiornamenti cumulativi in anteprima e talvolta drivers in beta dell'attuale versione stabile di Windows. Vengono inoltre proposti gli aggiornamenti delle funzionalità (in versione definitiva) qualche settimana (o mese) prima della pubblicazione pubblico per correggere gli ultimi problemi.

## Le speculazioni sul nome
Per quanto riguarda la denominazione del sistema operativo, Myerson ha rifiutato di spiegare il motivo per cui Microsoft, dopo Windows 8, ha saltato il numero 9 per arrivare subito a Windows 10. Ha però ironizzato sul fatto che non potevano chiamarlo "Windows One" (riferendosi a prodotti Microsoft con un nome simile, come Xbox One e OneDrive) perché avevano già creato un prodotto con questo nome, ossia il primo sistema operativo della Microsoft, Windows 1.0.
Esistono varie ipotesi al riguardo della scelta del nome, alcune di esse sono:
- il nome Windows 9 avrebbe potuto causare incompatibilità con i programmi sviluppati per Windows 95 e 98. In passato gli sviluppatori avrebbero identificato queste due versioni indicando solo il numero 9 della decina in un codice particolare per verificare quale sistema era in esecuzione, non considerando che in futuro sarebbe stato creato un Windows 9. Quindi si è preferito saltare Windows 9 proprio per evitare confusioni con queste due versioni.[34]
- con il nuovo Windows 10 l'azienda voleva nettamente distaccarsi dal passato, e in particolare da Windows 8, che era stato criticato dal pubblico, inoltre il passaggio diretto al 10 avrebbe sottolineato in modo più efficace il cambiamento dal passato e le sue novità.[35]
- come confermato nella conferenza del 21 gennaio 2015, il numero 10 sarebbe dovuto alla sua trascrizione in numero romano, X, prima lettera della console per videogiochi Microsoft Xbox One. Infatti le due piattaforme saranno collegate attraverso l'applicazione Xbox del nuovo OS e al servizio Xbox Play Anywhere che permette di giocare i propri titoli Xbox One sul proprio Device Windows 10.

## Caratteristiche
Windows 10 riceve nuove build su base continuativa, disponibili senza costi aggiuntivi per gli utenti, oltre a build di test aggiuntivi di Windows 10 disponibili per Windows Insider. Tuttavia Microsoft, annunciando l'uscita di Windows 11, ha pubblicato la data di fine aggiornamenti semi-annuali di Windows 10; tutte le versioni non verranno più aggiornate semi-annualmente dopo il 14 ottobre 2025. I dispositivi negli ambienti aziendali possono ricevere questi aggiornamenti a un ritmo più lento o utilizzare tappe di supporto a lungo termine che ricevono solo aggiornamenti critici, come le patch di sicurezza, nel corso della loro decennale durata di supporto esteso.
Una delle caratteristiche più importanti di Windows 10 è il supporto per le app universali, un'espansione delle app in stile Metro introdotte per la prima volta in Windows 8. Le app universali possono essere progettate per essere eseguite su più famiglie di prodotti Microsoft con codice quasi identico, inclusi PC, tablet e smartphone, sistemi embedded, Xbox One, Surface Hub e Mixed Reality. L'interfaccia utente di Windows è stata rivista per gestire le transizioni tra un'interfaccia orientata al mouse e un'interfaccia ottimizzata per touchscreen basata su dispositivi di input disponibili, in particolare sui PC 2 in 1, entrambe le interfacce includono un menu Start aggiornato che incorpora elementi del tradizionale menu di avvio di Windows 7 con i riquadri di Windows 8. Windows 10 ha inoltre introdotto il browser Web Microsoft Edge, un sistema desktop virtuale, una funzionalità di gestione di finestre e desktop denominata Visualizzazione attività, supporto per il riconoscimento di impronte digitali e riconoscimento facciale, nuove funzionalità di sicurezza per ambienti aziendali e DirectX 12.

## Funzioni introdotte
Windows 10 rende più coerente l'esperienza utente e le funzionalità tra diversi tipi di dispositivi e risolve le carenze nell'interfaccia utente introdotte in Windows 8. Windows 10 Mobile, il successore di Windows Phone 8.1 condivide alcuni elementi e app dell'interfaccia utente con la sua controparte PC.
L'ecosistema dell'app Windows Runtime è stato rivisto nell'Universal Windows Platform (UWP). Queste app universali sono progettate per funzionare su più piattaforme e tipi di dispositivi, inclusi smartphone, tablet, la console Xbox One e altri dispositivi compatibili con Windows 10. Le app di Windows condividono il codice su più piattaforme, dispongono di design reattivi che si adattano alle esigenze del dispositivo e degli input disponibili, possono sincronizzare i dati tra dispositivi Windows 10 (incluse notifiche e credenziali) e sono distribuite tramite Microsoft Store. Gli sviluppatori possono consentire gli "acquisti incrociati", in cui le licenze acquistate per un'app si applicano a tutti i dispositivi compatibili dell'utente, anziché solo a quella acquistata (ad esempio, un utente che acquista un'app su PC ha anche il diritto di utilizzare la versione dello smartphone senza costi aggiuntivi)
Su Windows 10, Microsoft Store funge da punto vendita unificato per app, contenuti video ed ebook. Windows 10 consente inoltre di imballare applicazioni web e software desktop (utilizzando Win32 o. NET Framework) per la distribuzione su Microsoft Store. Il software desktop distribuito tramite Windows Store è confezionato utilizzando il sistema App-V per consentire il sandboxing.
Come per Windows 8, le app integrate nel sistema operativo (cioè quelle controllate da Microsoft Store, identificate con la sigla UWP) sono installate nel percorso (nascosto di default e protetto) C:\Program Files\WindowsApps; quelle tradizionali Win32 (denominate desktop) si installano nei due percorsi consueti.

### Interfaccia utente e desktop

Visualizzazione attività è una nuova funzionalità di Windows 10 che consente l'utilizzo di più spazi di lavoro.

Una nuova iterazione del menu Start viene utilizzata sul desktop di Windows 10, con un elenco di luoghi e altre opzioni sul lato sinistro e riquadri che rappresentano le applicazioni sulla destra. Il menu può essere ridimensionato ed espanso in una visualizzazione a schermo intero, che è l'opzione predefinita nella modalità Tablet. È stato aggiunto un nuovo sistema desktop virtuale. Una funzionalità nota come Visualizzazione attività mostra tutte le finestre aperte (task ovvero attività in esecuzione) e consente agli utenti di passare da una all'altra o di passare da un'area di lavoro all'altra (mediante il pulsante di creazione di un nuovo desktop). Le app universali, che in precedenza potevano essere utilizzate solo a schermo intero, ora possono essere utilizzate in finestre autonome in modo simile ad altri programmi. Le finestre di programma possono ora essere agganciate ai quadranti dello schermo trascinandole nell'angolo. Quando una finestra viene scattata su un lato dello schermo, viene visualizzata la vista Attività e all'utente viene richiesto di scegliere una seconda finestra per riempire il lato non utilizzato dello schermo (chiamato "Snap Assist"). Anche le icone di sistema di Windows sono state modificate.
Charms è stato rimosso; la loro funzionalità in applicazioni universali è accessibile da un menu Comandi app sulla barra del titolo. Al suo posto c'è il Centro operativo, che visualizza le notifiche e le impostazioni. Vi si accede facendo clic su un'icona nell'area di notifica o trascinando dalla parte destra dello schermo. Le notifiche possono essere sincronizzate tra più dispositivi. L'app Impostazioni (in precedenza Impostazioni PC) è stata aggiornata e ora include più opzioni precedentemente esclusive del Pannello di controllo del desktop.
Windows 10 è progettato per adattare la sua interfaccia utente in base al tipo di dispositivo utilizzato e ai metodi di input disponibili. Offre due modalità di interfaccia utente separate: un'interfaccia utente ottimizzata per mouse e tastiera e una "modalità Tablet" progettata per i touchscreen. Gli utenti possono alternare queste due modalità in qualsiasi momento e Windows può richiedere o passare automaticamente quando si verificano determinati eventi, come disabilitare la modalità Tablet su un tablet se è collegata una tastiera o un mouse o quando il PC 2 in 1 passa al suo stato di laptop. In modalità Tablet, i programmi si impostano automaticamente su una vista ingrandita e la barra delle applicazioni contiene un pulsante Indietro e nasconde i pulsanti per i programmi aperti o aggiunti; Visualizzazione attività è usato invece per passare da un programma all'altro. Il menu di avvio a schermo intero viene utilizzato in questa modalità, in modo simile a Windows 8, ma scorre verticalmente anziché orizzontalmente.

### Sicurezza del sistema

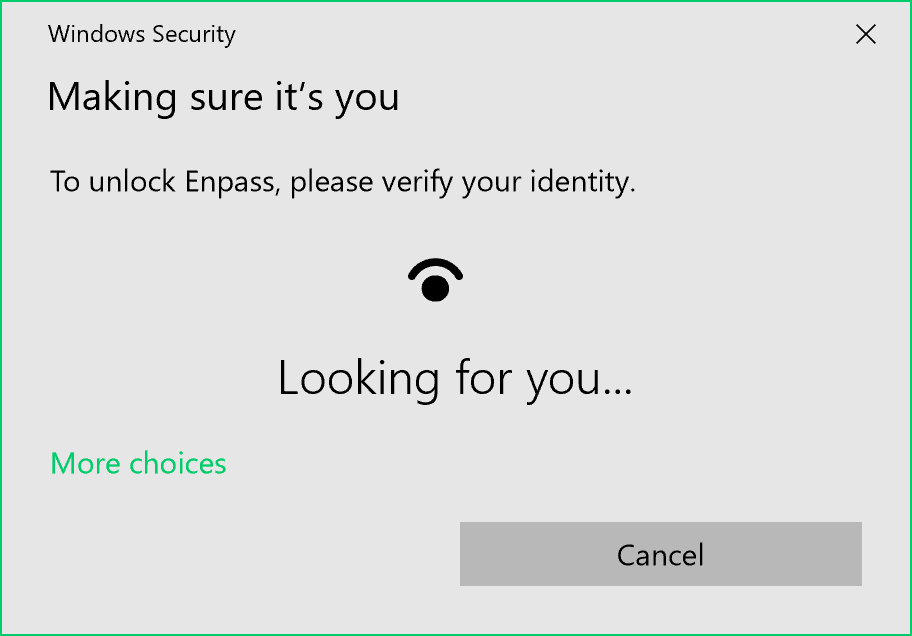
Prompt di sblocco di Windows Hello su un HP durante l'utilizzo di Google Chrome per il gestore di password

Windows 10 incorpora una tecnologia di autenticazione a più fattori basata su standard sviluppati dalla FIDO Alliance. Il sistema operativo include un supporto migliorato per l'autenticazione biometrica tramite la piattaforma Windows Hello. I dispositivi con telecamere supportate (che richiedono l'illuminazione a infrarossi, come Intel RealSense) consentono agli utenti di accedere con iris o riconoscimento facciale, in modo simile a Kinect. I dispositivi con lettori supportati consentono agli utenti di accedere tramite il riconoscimento delle impronte digitali. È stato inoltre aggiunto il supporto per la scansione delle vene palmate attraverso una partnership con Fujitsu nel febbraio 2018. Le credenziali sono archiviate localmente e protette attraverso crittografia.
Quando in Windows 10 è stato introdotto per la prima volta, l'autenticazione a più fattori è stata fornita da due componenti: Windows Hello e Passport (da non confondere con la piattaforma Passport del 1998). Successivamente, Passport è stato unito a Windows Hello.
La versione aziendale di Windows 10 offre funzionalità di sicurezza aggiuntive (oltre alla possibilità di registrazione su un dominio); gli amministratori possono impostare policy per la crittografia automatica di dati sensibili, bloccare in modo selettivo le applicazioni dall'accesso ai dati crittografati e abilitare Device Guard un sistema che consente agli amministratori di applicare un ambiente ad alta sicurezza bloccando l'esecuzione di software che non è firmato digitalmente da un fornitore fidato o Microsoft. Device Guard è progettato per proteggere dagli exploit zero-day e viene eseguito all'interno di un hypervisor in modo che le sue operazioni rimangano separate dal sistema operativo stesso.

### Command line
Le finestre della console Win32 ora possono essere ridimensionate senza restrizioni, possono essere fatte per coprire l'intero schermo premendo Alt+↵ Invio, e possono usare scorciatoie da tastiera standard, come quelle per tagliare, copiare e incollare. Sono state aggiunte anche altre funzionalità come il ritorno a capo e la trasparenza. Queste funzioni possono essere disabilitate per tornare alla console legacy, se necessario.
L'Anniversary Update aggiunge Windows Subsystem for Linux, che consente l'installazione di un ambiente spaziale utente da una distribuzione Linux supportata che gira nativamente su Windows. Il sottosistema traduce le chiamate di sistema Linux che il sistema Linux utilizza a quelle del kernel di Windows NT. L'ambiente può eseguire la shell Bash e i programmi a riga di comando a 64 bit. Le applicazioni Windows non possono essere eseguite dall'ambiente Linux e viceversa. Le distribuzioni Linux per Windows Subsystem for Linux sono ottenute tramite Microsoft Store. La funzione inizialmente supportava un ambiente basato su Ubuntu; Microsoft ha annunciato a maggio 2017 che avrebbe aggiunto anche le opzioni di ambiente Fedora e OpenSUSE.

### Requisiti di archiviazione
Per ridurre il footprint di archiviazione del sistema operativo, Windows 10 comprime automaticamente i file di sistema. Il sistema può ridurre il footprint di storage di Windows di circa 1,5 GB per i sistemi a 32 bit e 2,6 GB per i sistemi a 64 bit. Il livello di compressione utilizzato dipende da una valutazione delle prestazioni eseguita durante le installazioni o dagli OEM, che verifica la quantità di compressione che può essere utilizzata senza danneggiare le prestazioni del sistema operativo. Inoltre, le funzioni Aggiorna e Reimposta utilizzano invece i file di sistema di runtime, rendendo ridondante una partizione di ripristino separata, consentendo alle patch e agli aggiornamenti di rimanere installati dopo l'operazione e riducendo ulteriormente lo spazio necessario per Windows 10 fino a 12 GB. Queste funzioni sostituiscono la modalità WIMBoot introdotta su Windows 8.1 Update, che consentiva agli OEM di configurare dispositivi a bassa capacità con storage basato su flash per utilizzare i file di sistema di Windows fuori dall'immagine WIM compressa utilizzata in genere per l'installazione e il ripristino. Windows 10 include anche una funzione nella sua app Impostazioni che consente agli utenti di visualizzare una ripartizione delle modalità di utilizzo della capacità di memorizzazione del dispositivo da parte di diversi tipi di file e determinare se determinati tipi di file vengono salvati nella memoria interna o in una scheda SD per impostazione predefinita.

### Servizi online e funzionalità
Windows 10 introduce un nuovo browser Web predefinito, Microsoft Edge. È dotato di un nuovo motore di rendering conforme agli standard forgiato da Trident, strumenti di annotazione e offre l'integrazione con altre piattaforme Microsoft presenti in Windows 10. Internet Explorer 11 è mantenuto su Windows 10 a scopo di compatibilità, ma è deprecato a favore di Edge e non sarà più sviluppato attivamente.
Windows 10 incorpora l'assistente personale intelligente di Microsoft, Cortana, che è stato introdotto per la prima volta con Windows Phone 8.1 nel 2014. Cortana ha sostituito la funzione di ricerca incorporata di Windows, supportando sia l'immissione di testo che quella vocale. Molte delle sue funzionalità sono un riporto diretto da Windows Phone, compresa l'integrazione con Bing, l'impostazione di promemoria, una funzionalità Notebook per la gestione delle informazioni personali, nonché la ricerca di file, la riproduzione di musica, l'avvio di applicazioni e l'impostazione di promemoria o l'invio di e-mail. Cortana è implementato come una casella di ricerca universale situata accanto ai pulsanti Start e Task View, che possono essere nascosti o condensati in un unico pulsante.
Microsoft Family Safety è sostituito da Microsoft Family, un sistema di controllo genitori che si applica alle piattaforme Windows e ai servizi online Microsoft. Gli utenti possono creare una famiglia designata e monitorare e limitare le azioni degli utenti designati come bambini, come l'accesso ai siti Web, l'applicazione dei limiti di età negli acquisti di Microsoft Store e altre restrizioni. Il servizio può anche inviare rapporti settimanali via e-mail ai genitori che specificano l'utilizzo del computer di un bambino. A differenza delle versioni precedenti di Windows, gli account secondari di una famiglia devono essere associati a un account Microsoft che consente a queste impostazioni di essere applicate a tutti i dispositivi Windows 10 utilizzati da un determinato bambino.
Windows 10 offre anche la funzionalità Wi-Fi Sense che si origina da Windows Phone 8.1; gli utenti possono facoltativamente far collegare automaticamente il proprio dispositivo agli hotspot aperti suggeriti e condividere la password della propria rete domestica con i contatti (tramite Skype, People o Facebook) in modo che possano connettersi automaticamente alla rete su un dispositivo Windows 10 senza dover immettere manualmente il proprio parola d'ordine. Le credenziali vengono archiviate in un formato crittografato su server Microsoft e inviate ai dispositivi dei contatti selezionati. Le password non sono visualizzabili dall'utente ospite e all'utente ospite non è consentito accedere ad altri computer o dispositivi sulla rete. Wi-Fi Sense non è utilizzabile su reti con crittografia 802.1X. L'aggiunta di "_optout" alla fine dell'SSID bloccherà anche l'utilizzo della rete corrispondente per questa funzione.
Le app di chiamata e di messaggistica universali per Windows 10 sono integrate nell'aggiornamento di novembre 2015: Messaggi, Skype Video e Telefono. Questi offrono alternative integrate al download di Skype e si sincronizzano con Windows 10 Mobile.

### Multimedia e giochi
Windows 10 offre una maggiore integrazione con l'ecosistema Xbox. Xbox SmartGlass è seguito dall'app Xbox, che consente agli utenti di esplorare la loro libreria di giochi (compresi i giochi per console PC e Xbox) e Game DVR è anche disponibile utilizzando una scorciatoia da tastiera, consentendo agli utenti di salvare gli ultimi 30 secondi di gioco come video che può essere condiviso su Xbox Live, OneDrive o altrove. Windows 10 consente inoltre agli utenti di controllare e giocare da una console Xbox One su una rete locale. L'SDK di Xbox Live consente agli sviluppatori di applicazioni di incorporare funzionalità Xbox Live nelle loro app e i futuri accessori wireless Xbox One, come i controller, sono supportati su Windows con un adattatore. Microsoft intende inoltre consentire cross-buy e salvare la sincronizzazione tra le versioni di giochi Xbox One e Windows 10; I giochi Microsoft Studios come ReCore e Quantum Break sono considerati esclusivi per Windows 10 e Xbox One.
Candy Crush Saga e Microsoft Solitaire Collection vengono automaticamente installati anche dopo l'installazione di Windows 10.
Windows 10 aggiunge la registrazione di giochi nativi e l'acquisizione di schermate utilizzando la barra di gioco appena introdotta. Gli utenti possono anche avere il sistema operativo che registra continuamente il gameplay in background, che consente all'utente di salvare gli ultimi momenti di gioco sul disco rigido.
Windows 10 aggiunge i codec FLAC e HEVC e il supporto per il contenitore multimediale Matroska, consentendo l'apertura di questi formati in Windows Media Player e altre applicazioni.

#### DirectX 12
Windows 10 include DirectX 12, insieme a WDDM 2.0. Presentato a GDC nel marzo 2014, DirectX 12 mira a fornire "efficienza a livello di console" con accesso "più vicino al metallo" alle risorse hardware e riduzione del sovraccarico del driver grafico e della CPU. La maggior parte dei miglioramenti delle prestazioni viene raggiunta attraverso la programmazione di basso livello, che consente agli sviluppatori di utilizzare le risorse in modo più efficiente e ridurre il bottlenecking della CPU a thread singolo causato dall'astrazione tramite API di livello superiore. DirectX 12 include anche il supporto per le configurazioni multi-GPU agnostiche del fornitore. WDDM 2.0 introduce un nuovo sistema di gestione e allocazione della memoria virtuale per ridurre il carico di lavoro sul driver in modalità kernel.

#### .NET Framework 4.6
La versione incorporata nativamente di .NET Framework in Windows 10 alla sua pubblicazione (versione 1507) è la 4.6. Il sistema permette, su necessità, di installare i componenti di .NET Framework 3.5 per le applicazioni che lo richiedessero.

### VPN
I protocolli nativi in Windows 10 per configurare una connessione VPN sono: L2TP/IPsec, PPTP, SSTP, IKEv2. Pertanto, occorre installare client di terze parti per dotarsi di VPN con protocolli SSL VPN e OpenVPN. Per scegliere uno specifico protocollo, in sede di configurazione di una connessione (e quindi non consentire la scelta automatica), occorre operare nelle impostazioni (tipo di VPN).

### Avvio rapido
A differenza di Windows 8/8.1, avvio rapido (opzioni risparmio energia) è attivato in maniera predefinita. Questo comporta che in Windows 10 arrestare il PC tramite il comando in start, in realtà, non equivale a spegnerlo completamente: questo perché lo stato del kernel non viene terminato ma è memorizzato per poter essere immediatamente ripristinato al successivo avvio. Invece, con il riavvio lo stato del kernel è eliminato.
Per spegnere totalmente il PC occorre agire dal prompt dei comandi (cmd), o in alternativa disattivare l'avvio rapido. Tale funzione di avvio rapido rimane anche in vigore nel caso si spenga il computer con la combinazione di tasti ALT + F4.

## Funzioni rimosse
- Windows Media Center viene disinstallato durante l'aggiornamento da una versione precedente di Windows perché non più supportato.[106][107] Le installazioni di Windows aggiornate con Media Center riceveranno l'app a pagamento Windows DVD Player gratuitamente per un tempo limitato, ma non ancora specificato.[108] Microsoft aveva relegato in precedenza Media Center e supporto di riproduzione DVD integrato a un componente aggiuntivo a pagamento a partire da Windows 8 a causa del costo della licenza per i brevetti relativi alla riproduzione di DVD richiesti e del numero crescente di dispositivi PC che non dispongono di unità ottiche.[109]
- Il client di sincronizzazione incorporato di OneDrive, introdotto in Windows 8.1, non supporta più segnaposti offline per i file solo online in Windows 10.[110][111] Questa funzionalità è stata riaggiunta in Windows 10 versione 1709, con il nome "OneDrive Files On-Demand".[112]
- Gli utenti non sono più in grado di sincronizzare i layout del menu Start su tutti i dispositivi associati a un account Microsoft. Uno sviluppatore Microsoft ha giustificato la modifica spiegando che un utente può avere diverse applicazioni che desidera enfatizzare su ciascun dispositivo che utilizza, piuttosto che utilizzare la stessa configurazione su ogni dispositivo. È stata inoltre rimossa la possibilità di installare automaticamente un'app universale su tutti i dispositivi associati a un account.[113]
- I browser Web non possono più impostare se stessi come predefiniti dell'utente senza ulteriori interventi; la modifica del browser Web predefinito deve essere eseguita manualmente dall'utente dalla pagina "Applicazioni predefinite" delle impostazioni, apparentemente per impedire il dirottamento del browser.[114]
- I controlli parentali non supportano più browser diversi da Internet Explorer e Edge e la possibilità di controllare la navigazione da una whitelist è stata rimossa.[115] Inoltre è stata rimossa la possibilità di controllare gli account locali e la possibilità di eseguire la scansione di una macchina affinché le applicazioni consentissero e bloccassero.
- Le app di cibi e bevande, salute e benessere e viaggi sono state rimosse.[116]
- I driver per unità floppy esterne (USB) non sono più integrati e devono essere scaricati separatamente.[107][117]
- A differenza di Windows 7 e versioni precedenti, Windows 10 non ha più il comando per mostrare in chiaro la password di ciascuna rete wireless registrata; si deve ricorrere a comandi al prompt oppure usare strumenti di terze parti (modalità che permette anche di esportare tutte le caratteristiche di una connessione wireless).
- Sebbene tutte le edizioni di Windows 10 includano font che offrono un ampio supporto linguistico, alcuni font per le lingue asiatiche (arabo, cinese, hindi, giapponese, coreano, ecc.) non sono più inclusi con l'installazione standard per ridurre lo spazio di archiviazione utilizzato, ma sono disponibili gratuitamente come pacchetti di font opzionali. Quando il software richiama il testo in lingue diverse da quelle per cui il sistema è configurato e non utilizza i meccanismi di fallback di Windows progettati per visualizzare glifi leggibili, Windows visualizza caratteri non supportati come un glifo predefinito "non definito", una casella quadrata o rettangolare, o una scatola con un punto, un punto interrogativo o "x" all'interno.[118]
- Il menu di scelta rapida in File Explorer, relativo a Windows Defender, era stato inizialmente rimosso da Windows 10, ripristinandola in Windows 10 build 10571 in risposta al feedback degli utenti.[119]
- Windows Movie Maker è stato rimosso dal 2017 e sostituito con Microsoft Foto;
- Il controllo utente su Aggiornamenti di Windows è stato rimosso (tranne nelle versioni aziendali). Nelle versioni precedenti gli utenti potevano optare per l'installazione automatica degli aggiornamenti o per ricevere una notifica in modo che potessero aggiornarsi come e quando desiderare o non essere avvisati; e potevano scegliere quali aggiornamenti installare, usando le informazioni sugli aggiornamenti. Gli utenti di Windows 10 Pro ed Enterprise possono essere configurati da un amministratore per rinviare gli aggiornamenti, ma solo per un periodo di tempo limitato.[120] In base al contratto di licenza con l'utente finale di Windows, gli utenti acconsentono all'installazione automatica di tutti gli aggiornamenti, le funzionalità e i driver forniti dal servizio e acconsentono implicitamente "senza alcun preavviso" alla possibilità di modificare o rimuovere le funzionalità. L'accordo stabilisce anche, in particolare per gli utenti di Windows 10 in Canada, che possono sospendere gli aggiornamenti disconnettendo il proprio dispositivo da Internet.[121][122][123]

### Funzioni rimosse nella versione 1607
- Nelle edizioni Home e Pro, Cortana non può più essere completamente nascosto, in quanto è stata resa l'esperienza di ricerca predefinita nella shell di Windows per tutti gli utenti. Nelle revisioni precedenti, se è disabilitata, viene utilizzata un'esperienza di ricerca generica senza branding e funzionalità Cortana. Come per le build precedenti, gli utenti devono ancora dare il proprio consenso e concedere l'autorizzazione al software per eseguire la raccolta e il tracciamento dei dati al fine di abilitare pienamente le funzionalità personalizzate di Cortana. Se questa funzionalità non è abilitata, Cortana funziona in modalità a funzionalità limitata con funzionalità di ricerca di base per dispositivi e Web, quasi identica all'esperienza di ricerca non Cortana su build precedenti.[124][125]
- Nell'aprile 2016, Microsoft ha annunciato che non consentirà più l'esecuzione di ricerche web Cortana tramite combinazioni di browser Web e motori di ricerca diverse da Microsoft Edge e Bing, ignorando intenzionalmente le impostazioni dell'utente. Microsoft sostiene che altri browser Web e motori di ricerca generino "un'esperienza compromessa meno affidabile e prevedibile" e che solo Microsoft Edge supporta l'integrazione diretta con Cortana all'interno del browser stesso.[126][127]
- Alcune funzioni relative alla pubblicità incorporata nel sistema operativo non possono più essere disabilitate su versioni non Enterprise o Education di Windows 10 utilizzando impostazioni di gestione come Group Policy,[128] tra cui la disattivazione delle app Microsoft Store e Universal Platform, "Microsoft consumer experience" (che aggiunge tessere al menu Start promuovendo le app Microsoft Store, in genere seguendo una nuova installazione di Windows 10), Windows Tips, disattivando la schermata di blocco (che può opzionalmente visualizzare gli annunci come parte dei suggerimenti "Spotlight") o applica uno specifico background della schermata di blocco. I critici hanno sostenuto che questo cambiamento era inteso a scoraggiare l'utilizzo di Windows 10 Pro negli ambienti aziendali, dal momento che Microsoft rendeva meno attraente la riduzione della quantità di controllo degli amministratori sull'ambiente dei loro dispositivi senza utilizzare una versione aziendale di Windows 10.[128]
- La possibilità di condividere le credenziali Wi-Fi con altri contatti tramite Wi-Fi Sense è stata rimossa; Le password Wi-Fi possono ancora essere sincronizzate tra dispositivi collegati allo stesso account Microsoft.[129]
- La possibilità di modificare i suoni Exit Windows, Windows Logoff e Windows Login era nascosta nella versione 1607, sebbene queste funzionalità possano essere abilitate andando al registro di Windows e nella cartella EventLabels e impostando il valore su 0.[130]
- La possibilità di mostrare l'elenco Tutti i programmi con un clic del menu Start è stata rimossa. Invece, mostreranno automaticamente una volta premuto il pulsante Start.
- Windows Update non mostra più se gli aggiornamenti correnti sono stati disabilitati o abilitati dagli amministratori.

### Funzioni rimosse nella versione 1703 e 1709
- Windows Update non posticipa più il download di alcuni aggiornamenti critici se il dispositivo è connesso a una rete che è stata definita dall'utente come "misurata". Sebbene fosse pensato per impedire agli aggiornamenti di utilizzare gli assegnamenti di dati, questo comportamento era stato utilizzato come soluzione alternativa dagli utenti per evitare il download automatico di tutti gli aggiornamenti.[131]
- I dispositivi che contengono un system-on-chip Intel Atom "Clover Trail" sono incompatibili con la versione 1703 e non possono essere aggiornati a 1703 o versioni successive di Windows 10.[132]
- Server Message Block versione 1 (SMB1) è disabilitato per impostazione predefinita sulla versione 1709. Le versioni Home e Pro disabilitano solo il server SMB1 ma mantengono il client SMB1, in modo che possano connettersi alle condivisioni di rete SMB1. Le edizioni Enterprise ed Education disabilitano completamente SMB1. Questa versione del protocollo di 30 anni ha acquisito notorietà nell'attacco ransomware WannaCry, anche se Microsoft si era scoraggiata a usarlo ancor prima.[133]
- Il servizio di rilevamento dei servizi interattivi, introdotto in Windows Vista per combattere gli attacchi hacker, è stato rimosso nella 1703.[134] Syskey è stato rimosso nel 1709, mentre Microsoft ha raccomandato l'uso di Bitlocker.[135]

### Funzioni rimosse nella versione 1803
- Il gruppo home, una funzionalità di condivisione della rete domestica introdotta per la prima volta in Windows 7, viene rimossa.[136] Viene sostituito con una nuova funzionalità chiamata "Condividi tra dispositivi".[137]
- Il Games Explorer, introdotto per la prima volta in Windows Vista, è stato rimosso. L'avvio del comando "shell:games" causerà un errore.[138]
- Il controllo della lingua nel Pannello di controllo è stato rimosso e spostato nell'app Impostazioni.[139]

### Funzioni rimosse nella versione 1809
- L'app Hologram è stata sostituita dal Mixed Reality Viewer.[140]

### Funzioni rimosse nella versione 1903
- La funzionalità di sincronizzazione dell'app desktop per la messaggistica è stata rimossa.[141]

### Funzioni rimosse nella versione 1909
- Il roaming delle impostazioni della barra delle applicazioni viene rimosso in questa versione. Vengono rimosse le API del servizio cloud del protocollo PNRP (Peer Name Resolution Protocol), già rimosso nella versione 1809.

### Funzioni rimosse nella versione 2004
- Windows To Go è stato annunciato come obsoleto in Windows 10 versione 1903 ed è stato rimosso in questa versione. Alcune funzionalità di Cortana precedentemente disponibili come musica, casa connessa e altre competenze non Microsoft non sono più disponibili. Le app di Piani mobili e di messaggistica sono ancora supportate, ma ora sono distribuite in modo diverso: gli OEM possono ora includere queste app nelle immagini di Windows per i dispositivi abilitati al cellulare; le app vengono rimosse per i dispositivi non cellulari.

### Funzioni rimosse nella versione 20H2
- Il browser EdgeHTML (Edge legacy) viene rimpiazzato dal nuovo Edge basato su Chromium. La scheda "sistema" del pannello di controllo è sostituita da quella nelle impostazioni.

### Funzioni rimosse nella versione 21H1
- Driver del display remoto basato su XDDM: Il supporto per i driver di visualizzazione remota basati su Windows 2000 Display Driver Model (XDDM) è stato rimosso in questa versione. I fornitori di software indipendenti che utilizzano un driver di visualizzazione remoto basato su XDDM dovrebbero pianificare una migrazione al modello di driver WDDM.
- Microsoft Edge: La versione legacy di Microsoft Edge non è più supportata a partire dal 9 marzo 2021.
- Personalizzazione roaming: Il roaming delle impostazioni di personalizzazione (inclusi sfondo, presentazione, colori accentati e immagini della schermata di blocco) non è più in fase di sviluppo e potrebbe essere rimosso in una versione futura.
- Strumento da riga di comando di Strumentazione gestione Windows (WMIC): lo strumento WMIC è deprecato in questa versione e nella versione del canale semestrale 21H1 di Windows Server. Questo strumento è stato sostituito da Windows PowerShell per WMI.[142]

## Edizioni e prezzi
Windows 10 è disponibile in cinque edizioni principali per dispositivi PC, di cui le versioni Home e Pro sono vendute al dettaglio nella maggior parte dei paesi e come software precaricato su nuovi computer. La versione Home è rivolta agli utenti domestici, mentre quella Pro è rivolta a professionisti e alle piccole imprese. Ogni edizione di Windows 10 include tutte le funzionalità dell'edizione precedente e aggiunge funzionalità aggiuntive orientate ai rispettivi segmenti di mercato; ad esempio, la versione Pro aggiunge ulteriori funzionalità di rete e di sicurezza come BitLocker, Device Guard, Windows Update for Business e la possibilità di accedere a un dominio. Le edizioni rimanenti, Enterprise ed Education, contengono funzionalità aggiuntive rivolte agli ambienti aziendali (la prima) o scolastici/universitari (la seconda) e sono disponibili solo tramite multilicenza.. La versione Home, essendo rivolta all'utente domestico, a differenza delle altre non ha la funzione di registrazione/aggancio (join) a un dominio (ovviamente può accedere a risorse di rete).
Dal 2017 è disponibile una versione dell'edizione Pro denominata Windows 10 Pro per Workstation dedicata alle stazioni di lavoro (workstation).
Come parte delle strategie di unificazione di Microsoft, i prodotti Windows basati sulla piattaforma comune di Windows 10 ma destinati a piattaforme specializzate sono commercializzati come edizioni del sistema operativo, piuttosto che come linee di prodotto separate. La versione aggiornata del sistema operativo Windows Phone per smartphone e anche tablet è stata contrassegnata come Windows 10 Mobile. Le edizioni Enterprise e Mobile saranno prodotte anche per sistemi embedded, insieme a IoT Core di Windows 10, progettato specificamente per l'utilizzo in ambienti di piccole dimensioni, dispositivi a basso costo e Internet delle cose (IoT) che è simile a Windows Embedded.
Il 2 maggio 2017, Microsoft ha svelato Windows 10 S, una versione limitata di Windows 10, progettata principalmente per dispositivi nel mercato dell'istruzione (in competizione, in particolare, con i netbook Chrome OS), come il Surface Laptop che Microsoft ha presentato nello stesso momento. Il sistema operativo limita l'installazione del software alle applicazioni ottenute da Microsoft Store; il dispositivo può essere aggiornato a Windows 10 Pro a pagamento per consentire l'installazione senza restrizioni del software. Microsoft dichiarò che questo aggiornamento sarebbe stato gratuito sul Surface Laptop fino al 31 marzo 2018. Windows 10 S contiene anche una procedura di configurazione e accesso iniziale più veloce e consente di eseguire il provisioning dei dispositivi utilizzando un'unità USB con la piattaforma Windows Intune for Education. Nel marzo 2018, Microsoft annunciò che Windows 10 S sarebbe stato deprecato a causa della confusione del mercato e sarebbe stato sostituito da una "S Mode", un'opzione OEM in cui Windows veniva posizionato come predefinito per consentire l'installazione delle applicazioni solo da Microsoft Store, ma non richiede il pagamento per disabilitare queste restrizioni.

### Pubblicazioni in anteprima
Un programma beta pubblico per Windows 10 noto come Windows Insider Program si avviò con la prima versione d'anteprima disponibile pubblicamente il 1º ottobre 2014. Le build di anteprima Insider sono rivolte agli appassionati e agli utenti aziendali per il test e la valutazione di aggiornamenti e nuove funzionalità. Gli utenti del programma Windows Insider ricevono aggiornamenti occasionali a build di anteprima più recenti del sistema operativo e continueranno a essere in grado di valutare le versioni di anteprima dopo la disponibilità generale (GA) nel luglio 2015 questo è in contrasto con i precedenti programmi beta di Windows, dove venivani create build in anteprima pubbliche pubblicate meno frequentemente e solo durante i mesi precedenti alla GA. Le build di Windows Insider continuano a essere pubblicate dopo il release to manufacturing (RTM) di Windows 10.

### Uscita pubblica
Microsoft annunciò che Windows 10 sarebbe diventato generalmente disponibile (GA) il 29 luglio 2015. Rispetto alle versioni precedenti di Windows, che hanno registrato un aumento del fatturato tra il release to manufacturing (RTM) e la pubblicazione generale per consentire il test da parte dei fornitori (e in alcuni casi, lo sviluppo di "kit di aggiornamento" per preparare i sistemi per l'installazione della nuova versione), un dirigente di HP Inc. ha spiegato che poiché sapesse che Microsoft aveva intenzione di pubblicare il sistema operativo nel 2015, la società era in grado di ottimizzare i suoi prodotti attuali e in arrivo per Windows 10 in anticipo.
La build di disponibilità generale di Windows 10, numerata 10240, è stata pubblicata per la prima volta il 15 luglio 2015 sui canali Windows Insider per i test pre-pubblicazione precedenti alla sua versione ufficiale. Anche se un funzionario di Microsoft affermì che non ci sarebbe stata una build RTM specifica di Windows 10, la 10240 fu descritta come una build RTM dai media perché fu pubblicata a tutti i membri di Windows Insider contemporaneamente, non portava più il nome "pre-pubblicazione" e il testo della filigrana del desktop e poiché il suo numero di build aveva connessioni matematiche al numero 10 in riferimento alla denominazione del sistema operativo. L'edizione Enterprise è stata pubblicata per le licenze volume il 1º agosto 2015.
Gli utenti possono effettuare l'aggiornamento tramite l'applicazione "Ottieni Windows 10" (GWX) e Windows Update, o col "Media Creation Tool" (pubblicato sul sito Microsoft e che tiene conto della versione aggiornata corrente di Windows 10), che è funzionalmente identico all'installer online di Windows 8, e può anche essere utilizzato per generare un'immagine ISO o un supporto di installazione USB. Gli aggiornamenti sono supportati dalla maggior parte delle edizioni di Windows 7 con Service Pack 1 e Windows 8.1 con Update 1, mentre gli utenti con Windows 8 devono prima eseguire l'aggiornamento a Windows 8.1. Il passaggio da un'architettura all'altra (ad esempio l'aggiornamento dall'edizione a 32 bit a un'edizione a 64 bit) tramite un aggiornamento non è supportato; è richiesta un'installazione pulita. Gli aggiornamenti possono essere ripristinati alla precedente versione di Windows del dispositivo, a condizione che non siano trascorsi 30 giorni dall'installazione e che i file di backup non siano stati rimossi utilizzando Pulisci disco.
Windows 10 era disponibile in 190 paesi e 111 lingue al momento del lancio e, come parte degli sforzi per "coinvolgere nuovamente" gli utenti in Cina, Microsoft ha anche annunciato che collaborerà con Qihoo e Tencent per promuovere e distribuire Windows 10 in Cina e il produttore di PC cinese, Lenovo fornirà assistenza presso i suoi centri di assistenza e punti vendita per aiutare gli utenti a effettuare l'aggiornamento a Windows 10. Al dettaglio, Windows 10 ha un prezzo simile alle edizioni di Windows 8.1, con prezzi europei fissati a 145€ e 259€ per Windows 10 Home e Windows 10 Pro rispettivamente. Le copie al dettaglio vengono spedite su supporti USB flash drive o DVD-ROM. New devices shipping with Windows 10 were also released during the operating system's launch window.
I dispositivi Windows RT non possono essere aggiornati a Windows 10.

#### Aggiornamento gratuito
Durante il suo primo anno di disponibilità (terminato il 29 luglio 2016), era possibile aggiornare gratuitamente a Windows 10 da dispositivi con una licenza originale per un'edizione di Windows 7 o Windows 8.1.
Questa offerta non si applica alle edizioni Enterprise, in quanto i clienti con un contratto di Software Assurance (SA) attivo con diritti di aggiornamento hanno il diritto di ottenere Windows 10 Enterprise in base ai termini esistenti. Tutti gli utenti che eseguono copie non originali di Windows e quelli senza una licenza Windows 7 o Windows 8.1 esistente non erano idonei per questa promozione; sebbene siano possibili aggiornamenti da una versione non originale, ne risulta una copia non autentica di Windows 10.
Sulla build di disponibilità generale di Windows 10 versione 1507, per attivarne e generarne il "diritto digitale", il sistema operativo deve essere stato installato per la prima volta come aggiornamento. Durante l'aggiornamento gratuito, viene creato un file "genuineticket.xml" in background e i dettagli della scheda madre del sistema sono registrati con un server di attivazione del prodotto Microsoft. Una volta installato, il sistema operativo può essere reinstallato su quel particolare sistema con mezzi normali senza un codice prodotto, e la licenza del sistema verrà rilevata automaticamente tramite l'attivazione online - in sostanza, il Microsoft Product Activation Server ricorderà la scheda madre del sistema e gli permetterà la riattivazione del prodotto. A causa di problemi di installazione con l'aggiornamento, a novembre 2015 è stato pubblicato Windows 10 versione 1511 con meccanismi di attivazione aggiuntivi. Questa build considerava le product key Windows 7 e Windows 8.1 come product key Windows 10, il che significa che potrebbero essere immesse durante l'installazione per attivare la licenza gratuita, senza dover prima "attivare" l'hardware con i server di attivazione Microsoft. Per i principali OEM (original equipment manufacturer), i product key di Windows 8.1 e Windows 10 OEM sono incorporati nel firmware della scheda madre e, se l'edizione corretta di Windows 10 è presente sul supporto di installazione, vengono automaticamente immessi durante l'installazione. Dalla pubblicazione di Windows 10 versione 1709, Microsoft ha deciso di pubblicare il supporto di installazione multi-edizione, per alleviare i problemi di installazione e attivazione del prodotto causati dall'installazione accidentale dell'edizione di Windows 10. Nonostante l'offerta di aggiornamento gratuita di 1 anno sia scaduta da tempo, tutti i meccanismi di attivazione che coinvolgono le key di Windows 7 e Windows 8.1 funzionano ancora con tutte le versioni successive di Windows 10, persino quelle che non sono mai state utilizzate per una precedente installazione di quest'ultimo. Similmente, licenze digitali OEM (cioè pre-installate dal produttore della macchina ed esclusivamentente legittime e funzionanti per questa matricola) sono mantenute valide quando si esegue una re-installazione pulita di Windows 10 (ovviamente per la sola specifica edizione incorporata).
La versione Windows Insider Preview di Windows 10 si aggiornava automaticamente alla versione pubblica come parte della progressione della versione e continua a essere aggiornata alle nuove build beta, come durante il processo di test. Microsoft ha dichiarato esplicitamente che Windows Insider non era un percorso di aggiornamento valido per coloro che eseguono una versione di Windows non idonea per l'offerta di aggiornamento; anche se non è stato installato con una licenza trasferita da un aggiornamento a Windows 10 Insider Preview da Windows 7 o 8/8.1, l'anteprima di Insider rimane attiva finché l'utente non abbandona il programma Windows Insider.
L'offerta è stata promossa e distribuita tramite l'applicazione "Ottieni Windows 10", che è stata automaticamente installata tramite Windows Update in vista della pubblicazione di Windows 10 e attivata sui sistemi ritenuti idonei per l'offerta di aggiornamento. Tramite un'icona nell'area di notifica, gli utenti potevano accedere a un'applicazione che pubblicizzava Windows 10 e l'offerta di aggiornamento gratuito, verificare la compatibilità del dispositivo e "riservare" un download automatico del sistema operativo al momento della sua uscita. Il 28 luglio è iniziato un processo di pre-download in cui i file di installazione di Windows 10 sono stati scaricati su alcuni computer che lo avevano prenotato. Microsoft ha dichiarato che coloro che hanno prenotato Windows 10 sarebbero stati in grado di installarlo tramite GWX in un processo di implementazione graduale. In alternativa, è sempre possibile ottenere il supporto di installazione del sistema operativo scaricando, dal sito Microsoft, e utilizzando lo strumento "Media Creation Tool", che consente la creazione di supporti di installazione DVD o USB.
Microsoft ha annunciato, a maggio 2016, che l'offerta di upgrade gratuito sarebbe stata estesa agli utenti con tecnologie assistive; tuttavia, Microsoft non ha implementato alcun mezzo per certificare l'idoneità a questa offerta, al punto che alcuni punti vendita hanno promosso come una scappatoia per ottenere in modo fraudolento un aggiornamento gratuito di Windows 10. Microsoft ha detto che la scappatoia non è destinata a essere utilizzata in questo modo. Nel novembre 2017, Microsoft ha dichiarato che questo programma terminerà il 31 dicembre 2017.

#### Licenze
Durante gli aggiornamenti, le licenze di Windows 10 non sono collegate direttamente a un product key. Viene invece eseguita la migrazione dello stato della licenza d'installazione corrente del sistema di Windows e una licenza digitale (ESD) (anche nota come "titolarità digitale" nella versione 1511 o precedente) viene generata durante il processo di attivazione, che è associato alle informazioni hardware raccolte durante il processo. Se Windows 10 viene reinstallato in modo pulito e non si sono verificate modifiche hardware significative dall'installazione (ad esempio una modifica della scheda madre), il processo di attivazione online riconoscerà automaticamente l'autorizzazione digitale del sistema se non viene immesso alcun codice prodotto durante l'installazione. Tuttavia, le product key univoche sono ancora distribuite all'interno delle copie di vendita di Windows 10. Come per le versioni precedenti di Windows, le modifiche hardware significative annullano l'autorizzazione digitale e richiedono la riattivazione di Windows.
In realtà, come per qualsiasi prodotto Microsoft, se si collega la licenza digitale di Windows 10 a un account Microsoft, il login successivo a modifiche hardware rilevanti riattiva il sistema. Se la licenza non è OEM ovviamente il login con account Microsoft riattiva qualsiasi hardware (compatibile).
Se si dà il comando slmgr.vbs /dlv al prompt (CMD) si ottengono tutte le informazioni sulla licenza, tra cui la tipologia ovvero: OEM, retail (cioè acquistata indipendentemente dalla macchina) o a volume (che è tipicamente quella di tipo aziendale).

## Installazione
Windows 10 si installa come le versioni precedenti, nel nuovo ambiente grafico di installazione simile a quello già presente in Windows 8 (schermata di colore blu e menu/comandi di colore bianco). Le modalità cambiano a seconda che l'unità di destinazione (disco rigido o unità a stato solido) sia priva di volumi avviabili, ovvero nuova/non partizionata (unità con solo spazio non allocato cioè completamente libero), oppure con volumi avviabili. Nel secondo caso si può decidere di affiancare Windows agli altri sistemi installati. Il programma di installazione permette di partizionare l'unità come desiderato o formattare completamente la memoria di massa.
Come sempre si deve distinguere tra:
- re-installazione (aggiornamento) mantenendo i dati, impostazioni e applicazioni precedenti (Windows è già installato); in pratica, si ottiene il medesimo risultato della reinizializzazione[202][203], cioè sono riscritti i file e i moduli di sistema senza eliminare il volume o la partizione;
- re-installazione (personalizzata) non mantenendo i dati, impostazioni e applicazioni precedenti (Windows è già installato). Viene sovrascritto il volume interamente (quindi il precedente è cancellato); in pratica, si ottiene il medesimo risultato della reimpostazione[202];
- (re)installazione pulita[204] ovvero (ri)creando da zero le partizioni sull'unità di destinazione. A differenza delle altre 2 installazioni questa va obbligatoriamente eseguita all'avvio del dispositivo, utilizzando un supporto di installazione di Windows 10[205]. A meno che non la si esegua volutamente e manualmente prima di proseguire la procedura, l'installazione pulita non effettua la formattazione dell'unità (il file system precedente rimane inalterato).

Nota bene: oltre alle tre modalità sopra, dalla versione 1703 esiste anche Fresh start (nella edizione italiana di Windows "Installazione da zero", vedi sotto), reinstallazione con conservazione degli aggiornamenti installati del sistema al momento dell'operazione (eseguibile unicamente a sistema avviato) ed eliminazione di eventuale blotware del produttore OEM. Fresh start lancia la schermata di reinstallazione da zero con opzione "download da cloud".
Nell'installazione pulita, per PC con firmware UEFI, si può scegliere se formattare unità in formato GPT (che è quella più attuale e coerente con firmware Uefi) oppure il vecchio MBR: in questo caso il PC va però avviato in modalità BIOS legacy (se supportata).
Il tradizionale codice (o chiave) di installazione ha perso un po' della tradizionale importanza dato che ora è la licenza digitale (ESD), memorizzata a livello di Uefi, a valere per quanto riguarda la successiva attivazione. Infatti, i dati delle attivazioni (già eventualmente eseguite per una determinata licenza) sono registrate sui database ospitati sui server Microsoft e sono disponibili online. Tra questi dati vi è anche il tipo di licenza (ad esempio: OEM, Retail, Volume Licensing, ecc.): da notare che anche in caso di reinstallazione pulita queste informazioni della licenza digitale vengono recuperate e riassegnate al nuovo sistema. Oltre a utilizzare la chiave memorizzata nell'Uefi, medesimo risultato si può ottenere-una volta (re)installato il sistema-eseguendo il login con un account Microsoft cui era collegata una licenza valida.
Da notare che l'immagine ISO, creata con lo strumento che crea il supporto di installazione, è unica per la versione Home e quella Professional: è in fase di installazione che la procedura riconosce, in automatico, la tipologia di versione mediante il riscontro della licenza OEM registrata nell'UEFI della macchina oppure il codice prodotto inserito nel caso di licenza retail.
L'installazione pulita di Windows 10 su una unità nuova o priva di volumi (solo spazio non allocato) comporta la creazione predefinita di 4 partizioni, in questo ordine (da sinistra a destra del layout):
- partizione sistema (di tipo Efi per PC Uefi/GPT[216]);
- partizione riservata Microsoft (MSR)[217] (su PC Uefi/GPT a 64 bit)[218][219];
- partizione (primaria) Windows;
- partizione ambiente di ripristino Microsoft (WinRE)[220][221].

Chiaramente, a parte quelle predefinite, si può decidere di creare altre partizioni, ad esempio una dedicata ai dati. Nei PC venduti con Windows 10 preinstallato ovvero con licenza OEM potrebbe esistere anche una partizione del produttore del computer (etichettata OEM o con il nome del produttore o recovery). Questa sostituisce (anche perché ne costituisce una personalizzazione) la partizione di ripristino Microsoft. In questi casi occorre eseguire il ripristino alle condizioni di fabbrica secondo la procedura del produttore, a meno che non si voglia utilizzare una licenza di tipo retail o aziendale (multilicenza) e allora si può operare come descritto sopra.
L'utilizzo di un account Microsoft, a cui è stata collegata la licenza digitale di un dato dispositivo, permette di attivare una nuova installazione sul dispositivo dopo rilevanti modifiche hardware (oppure, se la licenza è quella idonea, su una unità/PC nuovi). Questo, in realtà, vale per licenze di qualsiasi prodotto Microsoft collegate a un account.

### Reinstallazione sul posto
A parte le varie modalità di installazione/reimpostazione viste sopra, esiste anche l'In-place upgrade (lett. "aggiornamento sul posto") cioè la reinstallazione del sistema operativo su se stesso; la reinstallazione sul posto si effettua ricorrendo al file MediaCreationTool.exe (nell'edizione corrente), che serve alla creazione del supporto di installazione di Windows, ma selezionando, come opzione, "Aggiorna il PC ora" (invece dell'opzione per la creazione del supporto). Questa procedura va attuata con il sistema operativo in esecuzione (ecco perché si chiama "sul posto").
Anche questa tipologia di installazione consente di scegliere se eliminare o mantenerne app e dati e fa scaricare automaticamente gli aggiornamenti di Windows 10 alla data corrente, sebbene per eseguire la reinstallazione sul posto, nel senso stretto del termine, va selezionata l'opzione "mantenere tutto (file e app)". In pratica, funziona come la reimpostazione o la reinizializzazione, ma, sovrascrivendo e aggiornando i file di sistema alla più recente versione disponibile, a volte consente di riparare inconvenienti di funzionamento e, volendo, senza cancellare alcunché (dati o programmi o impostazioni).

### Ambiente di ripristino
Le modalità per avviare l'ambiente di ripristino Windows e le relative opzioni sono quelle già incluse in Windows 8. Identica è anche l'interfaccia grafica, totalmente rinnovata con il precedente Windows.

### Account utente locali predefiniti
Gli utenti di un sistema Windows 10 possono creare account locali nominativi ovvero dedicati, di tipo amministratore o standard a seconda del bisogno. Questi account locali non vanno confusi con l'account Microsoft (con il quale si può eseguire l'accesso in alternativa all'impiego di quello locale). A differenza dell'account Microsoft (le cui informazioni-come qualsiasi account di tipo web-sono archiviate sui mezzi cloud di Microsoft), gli account locali sono così nominati perché sono conservati unicamente nel sistema operativo installato sul PC (a meno che non siano account di dominio nel qual caso le credenziali e altre proprietà utente sono archiviate anche centralmente).
Indipendentemente da quanti e di che tipo account si siano creati dagli utilizzatori di un sistema, il sistema operativo ha alcuni account utente predefiniti (cioè generati automaticamente). Per preimpostazione tali account (locali) sono disabilitati ma possono essere abilitati e quindi resi visibili per poterli usare.
A parte account di servizio (cioè usati dal sistema per talune funzioni di mantenimento, totalmente trasparenti all'utente) gli account predefiniti nascosti (non rinominabili) sono:
- administrator (cioè l'account super administrator o root administrator) da abilitare e usare solo in casi di reale necessità perché ha il massimo di poteri sul sistema;
- guest ovvero un account con ridotti poteri da far utilizzare agli ospiti.

### Account Microsoft
La procedura di installazione, a un certo punto, obbliga a creare o utilizzare un account Microsoft. In realtà, è possibile aggirare tale richiesta (è sufficiente porre la macchina offline cioè senza alcuna connessione internet attiva) oppure selezionare il comando (della procedura) di assenza di connessione internet, e pertanto poter proseguire con un account locale.

## Aggiornamenti e supporto
| Versione  | Nome in codice | Build | Nome ufficiale                 | Data di pubblicazione | Fine supporto    | Fine supporto          | Fine supporto   | Fine supporto   |
| Versione  | Nome in codice | Build | Nome ufficiale                 | Data di pubblicazione | Home • Pro       | Enterprise • Education | LTSC            | Mobile          |
| --------- | -------------- | ----- | ------------------------------ | --------------------- | ---------------- | ---------------------- | --------------- | --------------- |
| 1507      | Threshold 1    | 10240 | RTM (Release to manufacturers) | 29 luglio 2015        | 9 maggio 2017    | 9 maggio 2017          | 14 ottobre 2025 | N.D.            |
| 1511      | Threshold 2    | 10586 | November Update                | 10 novembre 2015      | 10 ottobre 2017  | 10 ottobre 2017        | N.D.            | 9 gennaio 2018  |
| 1607      | Redstone 1     | 14393 | Anniversary Update             | 2 agosto 2016         | 10 aprile 2018   | 9 aprile 2019          | 13 ottobre 2026 | 9 ottobre 2018  |
| 1703      | Redstone 2     | 15063 | Creators Update                | 5 aprile 2017         | 9 ottobre 2018   | 8 ottobre 2019         | N.D.            | 11 luglio 2019  |
| 1709      | Redstone 3     | 16299 | Fall Creators Update           | 17 ottobre 2017       | 9 aprile 2019    | 14 aprile 2020         | N.D.            | 14 gennaio 2020 |
| 1803      | Redstone 4     | 17134 | April 2018 Update              | 30 aprile 2018        | 12 novembre 2019 | 10 novembre 2020       | N.D.            | N.D.            |
| 1809      | Redstone 5     | 17763 | October 2018 Update            | 13 novembre 2018      | 10 novembre 2020 | 11 maggio 2021         | 9 gennaio 2029  | N.D.            |
| 1903/19H1 | 19H1           | 18362 | May 2019 Update                | 21 maggio 2019        | 8 dicembre 2020  | 8 dicembre 2020        | N.D.            | N.D.            |
| 1909/19H2 | 19H2           | 18363 | November 2019 Update           | 12 novembre 2019      | 11 maggio 2021   | 10 maggio 2022         | N.D.            | N.D.            |
| 2004/20H1 | Vibranium      | 19041 | May 2020 Update                | 27 maggio 2020        | 14 dicembre 2021 | 14 dicembre 2021       | N.D.            | N.D.            |
| 20H2      | Manganese      | 19042 | October 2020 Update            | 20 ottobre 2020       | 10 maggio 2022   | 9 maggio 2023          | N.D.            | N.D.            |
| 21H1      | Iron           | 19043 | May 2021 Update                | 18 maggio 2021        | 13 dicembre 2022 | 13 dicembre 2022       | N.D.            | N.D.            |
| 21H2      | Cobalt         | 19044 | November 2021 Update           | 16 novembre 2021      | 13 giugno 2023   | 11 giugno 2024         | 13 gennaio 2032 | N.D.            |
| 22H2      | Nickel         | 19045 | Windows 10 2022 Update         | 18 ottobre 2022       | 14 ottobre 2025  | 14 ottobre 2025        | N.D.            | N.D.            |

| Versione          | 32 bit  | 64 bit  | Entrambe |
| ----------------- | ------- | ------- | -------- |
| 1507              | 2,45 GB | 3,23 GB | 5,72 GB  |
| 1511              | 2,62 GB | 3,40 GB | 6,06 GB  |
| 1607              | 2,97 GB | 3,85 GB | 6,86 GB  |
| 1703              | 3,74 GB |         |          |
| 1709              | 3,00 GB | 3,87 GB | 6,91 GB  |
| 1803              | 2,83 GB | 2,75 GB | 6,91 GB  |
| 1809 v1           | 3,32 GB | 4,66 GB |          |
| 1809 v2           | 3,49 GB | 4,95 GB |          |
| 1903/19H1 v1      | 3,19 GB | 4,53 GB |          |
| 1903/19H1 v2      | 3,46 GB | 4,94 GB |          |
| 1909/19H2         | 3,48 GB | 4,98 GB | 6,82 GB  |
| 2004/20H1         | 3,40 GB | 4,83 GB | 6,73 GB  |
| 20H2 e successive | 4,11 GB | 5,66 GB | 7,90 GB  |

A differenza delle versioni precedenti di Windows, Windows Update non consente l'installazione selettiva di aggiornamenti e tutti gli aggiornamenti (incluse patch, aggiornamenti delle funzionalità e dei driver) vengono scaricati e installati automaticamente. Gli utenti possono solo decidere se il loro sistema si riavvierà automaticamente per installare gli aggiornamenti quando il sistema è inattivo, o se ricevere una notifica per pianificare un riavvio. Se una rete wireless è designata come "misurata", una funzione che riduce automaticamente l'attività di rete in background del sistema operativo per risparmiare i limiti sull'utilizzo di Internet, la maggior parte degli aggiornamenti non viene scaricata finché il dispositivo non è connesso a una rete senza contatori. La Redstone 2 consente di designare le reti cablate (Ethernet) come misurate, ma Windows potrebbe comunque scaricare determinati aggiornamenti mentre è connesso a una rete a consumo. Gli aggiornamenti possono causare incompatibilità o altri problemi; un programma di risoluzione dei problemi Microsoft consente di disinstallare gli aggiornamenti non validi.
Windows Update può anche utilizzare un sistema peer-to-peer per la distribuzione degli aggiornamenti; per impostazione predefinita, la larghezza di banda degli utenti viene utilizzata per distribuire gli aggiornamenti precedentemente scaricati ad altri utenti, in combinazione con i server Microsoft. Gli utenti possono invece scegliere di utilizzare solo gli aggiornamenti peer-to-peer all'interno della propria rete locale.
La versione RTM originale di Windows 10 ("Windows 10, pubblicata a luglio 2015") riceve il supporto mainstream per cinque anni dopo la sua versione originale, seguita da cinque anni di supporto esteso, ma questo è soggetto a condizioni. Il criterio del ciclo di vita del supporto Microsoft per sistemi operativi dice che "gli aggiornamenti sono cumulativi, con ogni aggiornamento basato su tutti gli aggiornamenti precedenti, un dispositivo deve installare l'ultimo aggiornamento per restare supportato" e che la capacità di un dispositivo di ricevere aggiornamenti futuri dipenderà dalla compatibilità hardware, dalla disponibilità dei driver e dal fatto che il dispositivo rientri nel "periodo di supporto" dell'OEM - un nuovo aspetto non contemplato nelle politiche del ciclo di vita per le versioni precedenti. Questa politica è stata invocata per la prima volta nel 2017 per bloccare i dispositivi Intel Clover Trail dal ricevere l'aggiornamento Creators Update, in quanto Microsoft afferma che i futuri aggiornamenti "richiedono ulteriore supporto hardware per fornire la migliore esperienza possibile" e che Intel non ha più fornito supporto o driver per la piattaforma. Microsoft ha dichiarato che questi dispositivi non riceveranno più aggiornamenti delle funzionalità, ma riceveranno comunque aggiornamenti di sicurezza fino al gennaio 2023.

### Aggiornamenti delle funzionalità
Windows 10 viene spesso descritto da Microsoft come un "servizio", in quanto riceve regolari aggiornamenti delle funzionalità che contengono nuove funzionalità e altri aggiornamenti e correzioni. Ad aprile 2017, Microsoft ha dichiarato che in futuro questi aggiornamenti verranno pubblicati due volte all'anno ogni marzo e settembre.
Il ritmo con cui gli aggiornamenti delle funzionalità vengono ricevuti dai dispositivi dipende dal canale di pubblicazione utilizzato. Il ramo predefinito per tutti gli utenti di Windows 10 Home e Pro è il "Canale semi-annuale (con targeting)" (precedentemente "Current Branch" o "CB"), che riceve build stabili dopo che vengono pubblicati da Microsoft. Ogni build di Windows 10 è supportata per 18 mesi dopo la sua versione originale. Negli ambienti aziendali, Microsoft intende che questo ramo venga utilizzato per distribuzioni "mirate" di versioni stabili pubblicate di recente, in modo che possano essere valutate e testate su un numero limitato di dispositivi prima di una distribuzione più ampia. Una volta che una build stabile è certificata da Microsoft e dai suoi partner come adatti per un'ampia distribuzione, la build viene quindi pubblicata sul "Canale semi-annuale" (precedentemente "Current Branch for Business" o "CBB"), che è supportato dalle edizioni Pro ed Enterprise di Windows 10. Il canale semi-annuale riceve build stabili con un ritardo di quattro mesi dalla loro pubblicazione sul canale Targeted, Gli amministratori possono anche utilizzare il sistema "Windows Update for Business", oltre a strumenti esistenti come WSUS e System Center Configuration Manager, per organizzare distribuzioni strutturate di aggiornamenti delle funzionalità sui loro domini.
Gli anelli di Windows Insider ricevono build instabili man mano che vengono pubblicate; è diviso in due canali, "Veloce" (che riceve nuove build immediatamente dopo la loro uscita) e "Lento" (le cui versioni sono leggermente ritardate rispetto alla loro versione "Veloce").
I licenziatari aziendali possono utilizzare l'edizione di Windows 10 Enterprise LTSC (precedentemente LTSB), dove "LTSC" sta per "canale di assistenza a lungo termine", che riceve solo aggiornamenti qualitativi (ad es. patch di sicurezza) e ha un supporto di una durata completa di 10 anni per ogni build. Questa edizione è progettata per "dispositivi con scopi speciali" che svolgono una funzione fissa (come sportelli automatici e attrezzature mediche). Per questo motivo, esclude Cortana, Microsoft Store e tutte le app in bundle della piattaforma Windows universale (incluso ma non limitato a Microsoft Edge, quindi queste versioni vengono fornite solo con Internet Explorer come browser). Il direttore di Microsoft Stella Chernyak ha spiegato che "abbiamo aziende che potrebbero avere ambienti mission-critical in cui rispettiamo il fatto che vogliono testare e stabilizzare l'ambiente per un lungo periodo". Sono state pubblicate tre build LTSC, correlate rispettivamente alle versioni 1507, 1607 e 1809 di Windows 10.
Le build mainstream di Windows 10 sono etichettati come "YYMM", con YY che rappresenta l'anno a due cifre e MM che rappresenta il mese di uscita. Ad esempio, la versione 1809 è stata pubblicata a settembre (il nono mese) del 2018.
Sul sito Microsoft, dedicato al download dello strumento (MediaCreationTool.exe) per creare il supporto di installazione del sistema operativo, è disponibile l'ultima versione di Windows 10: a meno di particolari esigenze di retrocompatibilità occorre scaricare questa.
Nel luglio 2017, Microsoft ha annunciato cambiamenti nella terminologia per le filiali di Windows, come parte del suo sforzo di unificare la cadenza di aggiornamento con quella di Microsoft 365 ProPlus e Windows Server 2016. Il sistema di derivazione ora definisce due fasi di implementazione dell'aggiornamento in ambienti aziendali, l'implementazione iniziale "mirata" di una nuova versione su sistemi selezionati subito dopo la pubblicazione stabile per il collaudo finale e l'implementazione "ampia" in seguito. Quindi, "Current Branch" è ora noto come "Canale semiannuale (mirato)" e "Current Branch for Business" per un'ampia distribuzione è ora definito "Canale semiannuale".
Nel mese di febbraio 2019, Microsoft ha annunciato di nuovo le modifiche nella distribuzione degli aggiornamenti del successivo aggiornamento delle funzionalità: verrà pubblicato un singolo SAC e il SAC-T verrà ritirato e gli utenti non potranno più passare a canali diversi. Invece, questi aggiornamenti possono essere posticipati di 30, 60 o 90 giorni o in base a come il dispositivo è stato configurato per posticipare gli aggiornamenti. Inoltre nell'aprile 2019 è stato annunciato che gli aggiornamenti delle funzionalità non verranno più automaticamente scaricati.
| Canale d'aggiornamento                                                          | Canali interni Microsoft (più dettagli) Alpha software           | Ramo Windows Insider Preview (WIPB) Beta software | Semi-Annual Channel (già CB) "End user" | Canale di manutenzione a lungo termine (già LTSB) "Mission critical"  |
| Edizioni                                                                        | Home                                                             | Home | Home |                                                                       |
| Edizioni                                                                        | Pro                                                              | | |                                                                       |
| Edizioni                                                                        | Education                                                        | | |                                                                       |
| Edizioni                                                                        | Enterprise                                                       | Enterprise | Enterprise | Enterprise LTSC                                                       |
| Aggiornamenti critici Patch di sicurezza e aggiornamenti di stabilità           | Continuo                                                         | Continuo come reso disponibile (scelta dell'anello lento, veloce, o uscita in anteprima)                                                                                           | Automatico | L'utente può rinviare gli aggiornamenti a tempo indeterminato         |
| Aggiornamenti delle funzionalità Non critici e aggiornamenti delle funzionalità | Continuo                                                         | Continuo come reso disponibile (scelta dell'anello lento, veloce, o uscita in anteprima)                                                                                           | Automatico o rinvia | Solo attraverso aggiornamenti sul posto LTSC                          |
| Cadenza degli aggiornamenti delle funzionalità                                  | Continuo                                                         | Continuo come pubblicato | Continuo, rinviabile per 12 mesi alla volta; una volta trascorso un periodo di rinvio, non sono possibili ulteriori rinvii fino all'installazione degli ultimi aggiornamenti   | Le versioni di LTSC sono "istantanee" stabili di SAC                  |
| Supporto agli aggiornamenti                                                     | Aggiornamento continuo, le funzionalità arrivano con nuove build | Aggiornamento continuo, le funzionalità arrivano con nuove build | Aggiornamento continuo o aggiornamento sul posto a build LTSC supportati | Supporto di aggiornamento sul posto per le tre build LTSC più recenti |
| Supporto agli aggiornamenti                                                     | È supportata solo l'ultima build                                 | 10 anni (o fino a quando le build future richiedono il supporto hardware che il vecchio dispositivo non ha o ~ 4 mesi dopo un mancato aggiornamento cumulativo effettuato in SAC.) | 10 anni (o ~ 6 mesi dall'aggiornamento della generazione di posticipazione o fino a quando le generazioni future non richiedono il supporto hardware del vecchio dispositivo). | 5 anni mainstream + 5 anni estesi                                     |
| Metodi di aggiornamento                                                         | Windows Update                                                   | Windows Update | Windows Update Windows Update for Business Windows Server Update Services | Windows Update for Business Windows Server Update Services            |

#### Versione 1511 (November Update)
Novità versione 1511 (build 10586), pubblicata il 10 novembre 2015:
- Modifiche al menu Start: con questo aggiornamento è stato aumentato il numero di Tiles massimo che può essere aggiunto al menu che è passato da 512 a 2048, in più adesso è possibile scegliere, dalle impostazioni, se organizzare ogni gruppo di tiles in 3 o 4 colonne. Nel caso non siano presenti tile lo spazio a essi dedicato viene eliminato potendo così avere un menu a una colonna simile ai Windows pre-XP.
- Modifiche ai menu contestuali: i menu contestuali del menu Start, della barra delle applicazioni e di esplora file sono stati rivisti e ridisegnati per renderli coerenti al resto del sistema operativo; sono anche stati modificati i menu usati dalle varie app di sistema, come Impostazioni, Cortana e altre.
- Modifiche alla Modalità Tablet: è stata reintrodotta la possibilità, che esisteva già in Windows 8, di chiudere le app scorrendo il dito verso il basso, in più è possibile affiancare più applicazioni.
- Modifiche al nuovo browser Edge: anche il browser Edge ha subito dei rinnovamenti. Adesso aprendo più schede e spostando il puntatore sopra a una scheda non attiva verrà visualizzata un'anteprima in miniatura della pagina aperta in quella scheda. È stata aggiunta la possibilità di sincronizzare i dati del browser su più dispositivi (attivabile nelle impostazioni del browser). È stata anche potenziata l'integrazione con Cortana: adesso si può effettuare ricerche con Cortana anche selezionando una parola o una frase da un file PDF oltre che da un sito web; È possibile adesso trasmettere file multimediali dal browser a qualsiasi dispositivo Miracast e DLNA collegato in rete tramite una opzione dal menu di scelta rapida. Infine, possono essere avviate più istanze del browser.
- Modifiche al Desktop: è stato potenziato il multitasking, infatti, adesso avendo 2 finestre affiancate, ridimensionandone una, verrà ridimensionata in automatico anche l'altra. Se non si vuole usufruire di questa funzionalità e si vuole ridimensionare manualmente la finestra adiacente è sempre possibile disabilitarla dalle impostazioni. Adesso il colore scelto per il menu Start e la barra delle applicazioni verrà usato anche nella barra del titolo di Esplora file e delle altre app e programmi desktop installati, anche questo è possibile disabilitarlo dalle impostazioni.
- Modifiche a icone e animazioni: in questa versione sono state modificate numerose icone di sistema, sostituite da nuove icone più in linea con lo stile del sistema operativo, un esempio sono le icone del registro di sistema e la nuova icona visualizzata nella barra delle applicazioni quando viene connesso un supporto rimovibile esterno, come una USB. Le animazioni di apertura e di chiusura esistenti già nelle app desktop, sono state aggiunte anche alle app Modern, rendendo il sistema più uniforme.
- Modifiche all'assistente Cortana: in Cortana ora è possibile scrivere appunti a mano, quindi l'assistente riconoscerà la scrittura e salverà gli appunti immessi. Su consenso dell'utente Cortana può verificare se nelle e-mail ricevute sono presenti orari di prenotazioni e salvarle come promemoria e quindi mandare un avviso alcune ore prima. Sempre su consenso dell'utente, Cortana può memorizzare le chiamate perse da un Windows Phone e visualizzarle quando si accede al PC, quindi si può decidere di rispondere con un messaggio che verrà poi inviato dallo smartphone, direttamente dal PC.
- Modifiche all'app Impostazioni: l'app Impostazioni è stata ulteriormente migliorata includendo altre funzioni presenti nel Pannello di controllo, e aggiungendone anche alcune inedite, ecco i cambiamenti divisi in base alle varie sezioni modificate:
  - Sistema: nella sezione "Multitasking" è possibile scegliere se usare la funzionalità di ridimensionamento automatico della finestra adiacente, quando se ne ridimensiona un'altra affiancata. Nella sezione Schermo, adesso, quando si effettua una modifica del ridimensionamento del testo, ne viene visualizzata l'anteprima senza premere Applica. Nella sezione Archiviazione, su un tablet, è possibile decidere se installare le app sulla memoria interna o su scheda di memoria esterna. Infine, nella sezione Informazioni su è stato aggiunto il logo di Windows 10, che cambia anche il suo colore, in base al colore principale scelto in Personalizzazione.
  - Dispositivi: nella sezione Stampanti e scanner è stata aggiunta un'opzione con cui decidere se impostare come stampante predefinita sempre l'ultima utilizzata.
  - Personalizzazione: nella sezione Start è possibile scegliere se visualizzare 3 o 4 colonne per gruppo nel menu Start, attivando o disattivando l'opzione Mostra più riquadri. Nella sezione Colori, scegliendo se colorare il menu Start e la barra delle applicazioni col colore principale scelto, questo verrà usato anche per le barre del titolo. Nella sezione Schermata di blocco è possibile impostare come sfondo Windows Spotlight, quindi lo sfondo verrà cambiato periodicamente dal sistema (disponibile solo in Windows 10 Pro);
  - Account: nella sezione "I tuoi messaggi e-mail e account" è possibile aggiungere direttamente da qui gli account da usare per le e-mail, il calendario e i contatti. Nella sezione "Accesso società" è possibile connettere facilmente il pc ad Azure AD tramite un account aziendale o del proprio istituto di istruzione, se questo supporta la funzionalità.
  - Data/ora e lingua: nella sezione "Data e ora" è possibile impostare il fuso orario in automatico, in base alla propria posizione geografica.
  - Privacy: nella sezione "Cronologia delle chiamate" è possibile scegliere se permettere alle app di accedere alla cronologia delle chiamate, e scegliere a quali app consentire di farlo, è attivata come impostazione predefinita per l'app "Messaggi". Nella sezione "Email" è possibile scegliere se e quali app possono accedere alle e-mail e inviarle.
  - Aggiornamento e sicurezza: nella sezione "Attivazione" è adesso indicato il metodo con cui è stato attivato Windows (Product Key o Diritto digitale). Nella sezione "Trova il mio dispositivo" è possibile decidere se Windows debba dare indicazioni sulla posizione del dispositivo in caso esso venga smarrito o rubato. Nella sezione "Per sviluppatori" adesso è presente una descrizione delle 3 opzioni che è possibile scegliere ("App di Windows Store", "Sideload app" e "Modalità sviluppatore").
- Nuove App e miglioramenti alle esistenti: con questo aggiornamento sono state aggiunte nuove app che permettono di usare svariate funzioni di Skype: l'app "Messaggi" permette di chattare con altri contatti Skype memorizzati nella rubrica. È possibile ricevere messaggi e rispondere anche senza avviare l'app, semplicemente rispondendo dalla notifica che verrà visualizzata al ricevimento di un messaggio. L'app "Telefono" permette di effettuare chiamate ai contatti Skype, ma non videochiamate. Con l'app "Video Skype", invece si possono effettuare le videochiamate, sempre su Skype ovviamente. Adesso tutte le app, come "Posta", "Calendario", "Sveglie e orologio", e altre, appena avviate, durante il caricamento, usano il colore scelto come colore principale di Windows dalle impostazioni, nella schermata splash di avvio.
- Miglioramenti non visibili: risoluzione di molti bug e ottimizzazioni, con lo scopo di rendere il sistema più stabile e reattivo. In particolare è stata cambiata la gestione della RAM introducendo una particolare funzionalità chiamata compression store, che quando essa sta per esaurirsi comprime le pagine inutilizzate e le mantiene caricate in RAM anziché scriverle nella memoria virtuale del disco fisso, operazione che altrimenti potrebbe rallentere il sistema. Un'altra caratteristica utile agli utilizzatori di macchine virtuali è il supporto alla virtualizzazione nidificata, adesso è possibile usare una macchina virtuale all'interno di un'altra macchina virtuale, cosa impossibile nelle versioni precedenti di Windows. È stato introdotto il supporto alla tecnologia "Intel Speed Shift" sui sistemi con CPU Intel Skylake, con cui il sistema può delegare al processore il controllo di determinate caratteristiche, come frequenza e tensione, così da rendere il computer più reattivo e meno dispendioso di energia. È stata aggiunta la possibilità di attivare Windows con una product key di Windows 7, 8 o 8.1, ovviamente sempre se si aggiorna entro la fine della promozione di aggiornamento gratuito offerto da Microsoft, il cui termine ultimo è stato fissato il 29 luglio 2016. Fino a tale data, quindi, è stato possibile formattare il sistema e installare Windows 10 da disco con la product key del sistema precedente, evitando l'aggiornamento da Windows Update.

#### Versione 1607 (Anniversary Update)
Pubblicata il 2 agosto 2016, si tratta della build 14393 e rappresenta un aggiornamento rilevante (anche nelle dimensioni stesse del pacchetto software), comprendente molte nuove funzioni e servizi. Come dice il nome è l'evoluzione di Windows 10 per l'anniversario, dopo un anno dall'uscita. Questo aggiornamento di versione riguarda tutte le edizioni del sistema operativo e tutti i tipi di dispositivi.
Gli elementi di novità e modifiche riguardano:
- Windows Ink;
- Sticky Notes (Memo);
- Note su schermo (Screen Sketch);
- BASH Linux su Windows;
- Cortana;
- Miglioramenti a Microsoft Edge, tra cui il supporto alle estensioni;
- Windows Hello e Windows Defender;
- Windows Store;
- Impostazioni;
- Continuum;
- Aggiornamenti e gestione del sistema;
- Interfaccia: Start, centro notifiche, personalizzazione;
- Hub di Feedback;
- Windows Display Driver Model 2.1 (richiede un aggiornamento dei driver da parte dei produttori).

#### Versione 1703 (Creators Update)
Si tratta della build 15063, pubblicata su Windows Update l'11 aprile 2017 (dal 5 aprile sono state disponibili le immagini ISO e la nuova versione di "assistente aggiornamento") per PC. Il 25 aprile c'è stata la pubblicazione per smartphone mentre il 29 marzo per Xbox One e One S.
Con la versione 1703, denominata Creators Update, sono stati migliorati diversi aspetti del sistema operativo tra cui:
- Privacy: sono state aggiunte nuove impostazioni per gestire la privacy.
- Wi-Fi Captive Portal: il processo di connessione alle reti Wi-Fi è stato ulteriormente migliorato. Quando verrà avviata la connessione a un hotspot che richiede il browser, verrà avviato un browser leggero in grado di completare la connessione e sbloccare il processo.
- L'accesso all'account Microsoft (MSA) è stato aggiornato con un nuovo design in linea con l’aggiornamento Creators Update, gli utenti potranno godere di un'esperienza semplificata in grado di guidarli nel primo accesso.
- Attivazione Windows Hello: gli utenti in possesso di un dispositivo con Windows Hello potranno utilizzare la nuova schermata di attivazione della funzionalità presente nell’aggiornamento Creators Update.
- Aggiornamento delle voci: durante il processo di OOBE (Out-of-box experience) è possibile utilizzare anche i comandi vocali; sono state registrate nuove voci da doppiatori professionisti, la voce è ora molto più familiare e le intonazioni sono decisamente migliori.
- Sottotitoli: sono stati aggiunti i sottotitoli che possono essere utilizzati dagli utenti non udenti. È stato aggiornato inoltre il contratto di licenza e vengono visualizzati dei nuovi messaggi di benvenuto durante il primo avvio; sono presenti inoltre nuove animazioni di Cortana in fase di installazione di Windows.
- Windows Holographic e Mixed Reality.
- Nuove funzioni per i videogiochi (Game Mode).
- Aggiornamenti unificati di Windows Update (si scarica solo il materiale di aggiornamento strettamente necessario).
- Miglioramenti a Windows Ink.
- Anteprima Skype diventa Skype (definitivo), app integrata nel sistema (Skype per Windows 10[272]).
- Prosecuzione della sostituzione graduale di "Impostazioni" al Pannello di controllo e di "Windows PowerShell" al Prompt dei comandi.
- Miglioramenti e nuove funzioni in Microsoft Edge.
- Introduzione di Paint 3D.
- Miglioramenti e ottimizzazioni nell'interfaccia.
- Ristrutturazione del "Centro notifiche".
- Potenziamento di Cortana; i memo di Sticky Notes possono ora includere le annotazioni di Cortana.
- Introduzione tastiera emoji.
- Windows Display Driver Model 2.2 (richiede un aggiornamento dei driver da parte dei produttori), che porta il pieno supporto alla realtà mista[273]
- Visione notturna.
- Nuove funzioni di sicurezza in Windows Defender, che prende il nome di Windows Defender Security Center.
- Installazione da zero (Fresh start[274]): reinizializzazione ovvero nuova tipologia di ripristino[275], vagamente simile a una re-installazione pulita[276], ma con in più il vantaggio di installare la versione aggiornata al momento di esecuzione. Questa si affianca alla previgente "reimpostazione". In pratica, con l'operazione installazione da zero si riottiene il sistema ripristinato alla versione corrente.
- Menu Start maggiormente configurabile nelle scelte di visualizzazione.
- Comandi lettore musicale disponibili nella schermata di blocco (lock screen).

#### Versione 1709 (Fall Creators Update)
Si tratta della build 16299, pubblicata su Windows Update, Media Creation Tool e Assistente aggiornamento il 17 ottobre 2017. Il 16 ottobre è stata pubblicata la versione per Xbox One e One S. Il 24 ottobre è stata pubblicata la versione per smartphone denominata "feature2" con la build 15254.
Questa versione introduce:
- Ritorno della funzionalità per visualizzare i file non in linea, sotto il nome di On-Demand.
- Aggiunta la possibilità di aggiungere contatti, siti web preferiti sulla barra della applicazioni, e la possibilità di condividere file trascinandoli su di essa.
- Nuova tastiera touch utilizzabile con una sola mano su PC.
- Rinnovata l'interfaccia utente per il Centro notifiche, Edge e le app Windows Store con il Fluent Design.
- Interoperabilità con Android e iOS.
- Gestione dei PDF in Microsoft Edge.
- Miglioramenti a Windows Defender e risparmio energetico (ACPI).
- Introduzione del convertitore di valute nella app calcolatrice.
- Creazione di volumi con file system ReFS limitata solo all'edizione Pro per workstation.[279]
- Possibilità di cancellare i file scaricati in modo automatico.
- Velocità e reattività di sistema migliorate.
- Integrazione delle impostazioni di Cortana nelle impostazioni.
- Windows Display Driver Model 2.3 (richiede un aggiornamento dei driver da parte dei produttori).

#### Versione 1803 (April 2018 Update)
Si tratta della build 17134 (Inizialmente 17133 per Xbox, poi aggiornata a 17134), pubblicata su Windows Update, Media Creation Tool e Assistente aggiornamento il 30 aprile 2018. Il 24 aprile è stata pubblicata la versione per Xbox One, One S e One X.
Alcune delle novità introdotte sono:
- Cronologia attività (Timeline o "sequenza temporale"), accessibile dall'icona "Visualizzazione attività" nella barra delle applicazioni; la sequenza temporale è posta al di sotto dell'area dei riquadri delle attività in esecuzione; cronologia attività è sincronizzabile mediante l'account Microsoft. Da notare che l'icona Visualizzazione attività era stata rinnovata in una precedente build (17063)[283]
- Menu applicazioni recenti rinnovato
- Fluent Design nelle impostazioni, nel menu Start, nella barra applicazioni e nel centro notifiche
- Assistente vocale di Cortana (Cortana Show Me)
- Assistente notifiche (Focus assist)
- Keylogger disattivabile (Impostazioni/Privacy/Invia a Microsoft informazioni su come scrivo...)
- Alcuni menu del pannello di controllo sono ora nelle impostazioni
- Tastiera tattile rinnovata
- Supporto alle immagini HEIF
- Nuove funzioni in Edge che pertanto cambia di versione[284]
- Progressive Web App per Edge
- Nuovo menu per i download, i preferiti e la cronologia in Edge
- Nuovo metodo di aggiornamento che riduce i tempi del 60% circa
- Più supporto all'HDR
- Miglioramenti alla barra dei giochi
- Possibilità di avere più istanze di una UWP
- Nuova modalità per le prestazioni (solo nell'edizione Pro per Workstation)
- Windows Display Driver Model 2.4 (richiede un aggiornamento dei driver da parte dei produttori)

#### Versione 1809 (October 2018 Update)
Si tratta della build 17763, pubblicata il 2 ottobre 2018 su Windows Update, Media Creation Tool e Assistente aggiornamento, ma ritirata temporaneamente pochi giorni dopo a causa di un bug che nel computer di alcuni utenti ha causato la perdita dei dati presenti nella cartella Documenti. A partire dal 13 novembre è iniziata una graduale pubblicazione di una versione corretta e aggiornata di tale build. L'11 ottobre è stata pubblicata la versione per Xbox One, One S e One X. Alcune delle novità sono:
- Tema scuro per Esplora file;
- Cronologia degli appunti e relativa sincronizzazione nel cloud utilizzando un account Microsoft;
- Rinnovamento grafico/funzionale dell'assistente digitale Cortana; nuova interfaccia utente, raddoppiata nelle dimensioni che permette di eseguire ricerche più articolate e dirette;
- Miglioramenti a Microsoft Edge;
- Miglioramenti alla tastiera software in seguito all'acquisizione di SwiftKey;
- Nuovi emoji;
- Nuova versione di Windows Defender Security Center che ora prende il nome di Sicurezza di Windows;
- Windows Display Driver Model 2.5 (richiede un aggiornamento dei driver da parte dei produttori).

#### Versione 1903/19H1 (May 2019 Update)
Si tratta della build 18362, pubblicata il 21 maggio 2019 su PC e qualche giorno prima sulla famiglia di console Xbox One. Questo aggiornamento si concentra principalmente sul miglioramento della stabilità e dell'esperienza utente.
Per quanto riguarda i PC, le principali aggiunte sono:
- Nuovo tema chiaro
- Introduzione di un ambiente desktop virtuale (Windows Sandbox), funzione temporanea e isolata dal sistema operativo per eseguire sperimentazioni con modalità "usa e getta"
- Effetto acrilico (elemento del Fluent Design) nella schermata di accesso (disattivabile sulle edizioni Pro, Enterprise ed Educational)
- Cortana è ora separata dalla funzione di ricerca, suddividendo i due riquadri specifici; nuova icona in barra applicazioni (a forma di lente, prevista di default accanto a quella di Start) per attivare il riquadro di ricerca e alla sua destra l'icona di Cortana;
- Nuova icona nella barra delle applicazioni quando si è disconnessi da Internet
- Le app che usano il microfono mostrano un'icona nella barra delle applicazioni
- Slider per regolare la luminosità nel centro notifiche su laptop e tablet
- Nuova icona per Esplora File
- Nuovo formato data (friendly dates cioè indicazione di data maggiormente leggibile) in Esplora File
- Modalità Store (S Mode) attivabile su ogni edizione di Windows 10, con la quale si possono installare solo le app presenti su Microsoft Store
- La pausa per gli aggiornamenti è disponibile su ogni edizione di Windows 10
- Nuovo pannello emoji con la combinazione tasti WIN+punto
- Spazio riservato per gli aggiornamenti
- Possibilità di accedere ai file delle distribuzioni Linux WSL da Esplora File
- Aggiornata la procedura d'installazione con ambiente a sfondo bianco e migliore gestione degli errori
- Prosecuzione tendenza a piccole ottimizzazioni e arricchimenti dell'area Impostazioni: da questa versione di Windows compare l'elemento Ricerca per regolare le relative modalità (funzione ora separata da Cortana)
- Windows Display Driver Model 2.6 (richiede un aggiornamento dei driver da parte dei produttori)

#### Versione 1909/19H2 (November 2019 Update)
Si tratta della build 18363.476, pubblicata il 12 novembre 2019 per tutte le piattaforme e utenti. Questo aggiornamento rappresenta il consolidamento delle correzioni precedenti della versione 1903, puntando sull'ottimizzazione della stabilità e delle prestazioni, non includendo nuove funzioni ma solo migliorie in background. L'unica novità di qualche rilievo è l'ampliamento dei comandi in gestioni notifiche. Trascurabili e quasi impercettibili modifiche al menu Start, alla barra delle attività e alla funzionalità di ricerca in esplora File, alla creazione degli appuntamenti in calendario anche dall'area di notifica. Gli assistenti vocali di terze parti possono attivarsi anche dalla schermata di blocco.
La dimensione dell'aggiornamento è ridotta essendo sostanzialmente un "minor update” o “service pack”.

#### Versione 2004/20H1 (May 2020 Update)
Si tratta della build 19041.207, pubblicata il 28 maggio 2020 (nome in codice Vibranium) per tutte le piattaforme utenti. Questo aggiornamento, oltre a contenere tutte le funzionalità e correzioni aggiunte nella versione 1909, si concentra soprattutto su diverse migliore alla sicurezza del sistema. In particolare la protezione del sistema di Windows Defender offre un livello ancora superiore di protezione SMM
(System Management Mode) del firmware, che estende la verifica della memoria e dei componenti chiave del sistema operativo ad altre risorse come registri e IO. Altre modifiche interessanti riguardano la virtualizzazione, l'ottimizzazione del recapito, Cortana, aspetti estetici del menu Start, regolazioni per la gestione dello schermo.
Novità di rilievo è l'eliminazione dell'installazione Fresh start e la comparsa del ripristino con nuova modalità Download da Cloud, anche se non si sa se la seconda modalità sostituirà definitivamente la prima.
A partire da questa versione, tutti i nuovi sistemi Windows 10 dovranno utilizzare build a 64-Bit e Microsoft non rilascerà più build a 32-Bit per la distribuzione OEM, pur rimanendo impegnata a fornire aggiornamenti delle funzionalità e della sicurezza sulle precedenti versioni a 32-bit.

#### Versione 20H2 (October 2020 Update)
Si tratta della build 19042.572, pubblicata il 20 ottobre 2020 (nome in codice Manganese). In questo aggiornamento, di dimensioni relativamente piccole, il menu Start ha una grafica più affine al tema scelto nelle impostazioni, grazie al colore utilizzato nelle varie tile. I riquadri non hanno più un colore solido, ma sono caratterizzati da un effetto di trasparenza sul colore scelto dall'utente per il Menu.
Le notifiche in arrivo sono presentate in maniera più chiara, con una separazione più netta per quanto riguarda l'app da cui proviene la notifica e il suo contenuto. Un nuovo pulsante "X" consente inoltre di eliminare la notifica dal Centro notifiche direttamente dal pop-up. L'icona a forma di ingranaggio per la gestione della notifica, inoltre, è stata sostituita da una nuova icona con tre punti.
Novità importante è la presenza di Edge basato su Chromium: questo significa che la versione 20H2, nel caso di (re)-installazione pulita, contiene il nuovo Edge mentre, in caso di aggiornamento di sistema già installato, forza il passaggio da Edge legacy al nuovo Edge.
A partire da questo aggiornamento le versioni non vengono più identificate con il vecchio codice a quattro cifre (del tipo aamm, come 2004), ma mediante un codice relativo alla data di lancio, formato dalle ultime due cifre dell'anno (aa) seguite da H1 o H2 a seconda che sia il primo o secondo semestre (ad esempio: secondo semestre 2020 => 20H2).

#### Versione 21H1 (May 2021 Update)
Si tratta della build 19043.985, pubblicata il 18 maggio 2021 (nome in codice Iron). Costituisce un aggiornamento minore essendo, di fatto, un cumulativo di precedenti patch/fix e un pacchetto di abilitazione di funzioni già presenti in maniera silente nel codice.
Novità principali:
- supporto multicamera per Windows Hello
- miglioramento delle prestazioni di Windows Defender Application Guard
- miglioramento delle prestazioni di Group Policy Service (GPSVC) di Windows Management Instrumentation (WMI)
- comparsa del feed Notizie e interessi nella barra delle applicazioni

#### Versione 21H2 (November 2021 Update)
Si tratta della build 19044.1348, pubblicata il 16 novembre 2021 (nome in codice Cobalt). Anche questa costituisce un aggiornamento minore. Tra le novità troviamo:
- supporto al Wi-Fi 6E
- supporto al protocollo WPA-3 H2E
- è ora possibile utilizzare la potenza computazionale della GPU anche in WSL (Windows Subsystem for Linux) e in EFLOW (Azure IoT Edge for Linux and Windows)
- miglioramenti per Windows Hello for Business

#### Versione 22H2 (2022 Update)
Si tratta della build 19045.2130, pubblicata il 18 ottobre 2022 (denominata aggiornamento 2022). È un pacchetto di abilitazione di funzioni minori, già incluse negli aggiornamenti della versione precedente, ma non attivate. I miglioramenti sono nelle aree qualità, produttività e sicurezza. In pratica, si sono consolidati i correttivi dei bug della versione precedente (21H2), riparati alcuni minori non affrontati con specifici fix e ottimizzata la stabilità.
Alcune novità in rilievo: ricezione di notifiche durante l'esecuzione di Focus Assistant, aumentate le prestazioni nell'impiego delle risorse dedicate a un singolo file, innalzata l'affidabilità dopo un ripristino.
L'aggiornamento cumulativo KB5029331 del 22 agosto 2023 comprende in anteprima (rispetto al Patch Tuesday del mese successivo) l'app Windows backup, già presente in Windows 11.
Con l’aggiornamento KB5033372 del 12 dicembre 2023 Esplora file non effettua più la ricerca dei file su OneDrive (o Microsoft 365) ovvero nei contenuti del cloud Microsoft (cioè la funzione introdotta con Windows 19H2), qualora l'eventuale account Microsoft sia connesso. In questo modo la ricerca è più veloce.

### Funzionalità in sviluppo
A maggio 2017, Microsoft ha presentato Fluent Design System (precedentemente denominato "Progetto Neon"), un rinnovamento di Microsoft Design Language 2 che avrebbe incluso le linee guida per i design e le interazioni utilizzate all'interno del software progettato per tutti i dispositivi e le piattaforme Windows 10. Il nuovo linguaggio di progettazione avrebbe incluso l'uso più prominente di effetti di movimento, profondità e traslucenza. Microsoft ha dichiarato che l'implementazione di questo linguaggio di progettazione sarebbe stata eseguita nel tempo e aveva già iniziato a implementarne gli elementi in Creators Update e Fall Creators Update.
Il 7 dicembre 2016, Microsoft ha annunciato che, come parte di una partnership con Qualcomm, ha pianificato di introdurre il supporto per l'esecuzione del software Win32 su architettura ARM con un emulatore di processore x86 a 32 bit, nel 2017. Terry Myerson ha dichiarato che questa mossa consentirebbe produzione di dispositivi Windows basati su Qualcomm Snapdragon con connettività cellulare e migliore efficienza energetica rispetto ai dispositivi compatibili Intel e ancora in grado di eseguire la maggior parte del software Windows esistente (a differenza del precedente RT di Windows, limitato alle app di Windows Store). Microsoft sta inizialmente prendendo di mira questo progetto verso i laptop. Microsoft ha lanciato il marchio Always Connected PCs a dicembre 2017 per commercializzare i dispositivi Windows 10 con connettività cellulare, che includeva due laptop 2 in 1 basati su ARM Asus e HP con Snapdragon 835 system-on-chip e l'annuncio di una partnership tra AMD e Qualcomm per l'integrazione il suo modem LTE Snapdragon X16 gigabit con la piattaforma Ryzen Mobile di AMD.
Il 29 maggio 2019 sono state presentate nuove funzionalità per le future versioni di Windows 10.

## Requisiti di sistema
| Componenti              | Minimi | Consigliati |
| ----------------------- | --- | --- |
| CPU                     | 1 GHz clock architettura IA-32 o x86-64 con supporto a PAE, NX e SSE2. Le CPU a 64 bit devono supportare necessariamente anche i set di istruzioni CMPXCHG16B, PrefetchW e LAHF/SAHF. | 1 GHz clock architettura IA-32 o x86-64 con supporto a PAE, NX e SSE2. Le CPU a 64 bit devono supportare necessariamente anche i set di istruzioni CMPXCHG16B, PrefetchW e LAHF/SAHF. |
| Memoria (RAM)           | edizione a 32 bit: 1 GB edizione a 64 bit: 2 GB | 4 GB |
| Scheda video            | Scheda video con DirectX 9, WDDM 1.0 o driver superiore | WDDM 1.3 o driver superiore |
| Display                 | 800×600 pixel | N.D. |
| Dispositivi di input    | Tastiera e mouse | display Multi-touch |
| Spazio di archiviazione | Prima della versione 1903: Edizione a 32 bit: 16 GB Edizione a 64 bit: 20 GB Versione 1903 e superiori: entrambi 32 GB                                                                | N.D. |

| Caratteristiche           | Requisiti                                                                                   |
| ------------------------- | ------------------------------------------------------------------------------------------- |
| Autenticazione biometrica | Lettore d'impronta                                                                          |
| BitLocker                 | Trusted Platform Module (TPM) 1.2 o 2.0 (più sicuro), a chiave USB dedicata, o una password |
| Crittografia dispositivo  | Trusted Platform Module (TPM) 2.0 e InstantGo                                               |
| Hyper-V                   | Second Level Address Translation (SLAT)                                                     |
| Miracast                  | Adattatore Wi-Fi che supporta Wi-Fi Direct, NDIS 6.30, WDDM 1.3 (Ivy Bridge)                |
| Secure attention          | Hardware equipaggiato della sequenza tasti Ctrl+Alt+Delete o ⊞ Win+Power                    |
| Secure Boot               | UEFI v2.3.1 Errata B con autorità di certificazione Microsoft Windows nel suo database      |
| Riconoscimento vocale     | Microfono                                                                                   |
| Windows Hello             | Telecamera a infrarossi                                                                     |

I requisiti hardware di base per l'installazione di Windows 10 sono gli stessi di Windows 8.1 e Windows 8 e solo leggermente superiori a Windows 7, mantenendo il sistema WOW64, che sui processori x86/x64 permette il supporto della maggior parte dei software compatibili con le precedenti versioni di Windows, consentendo alle versioni a 64 bit di Windows di eseguire sia software a 32 che a 64 bit (con lo scotto di richiedere più ram per via della virtualizzazione necessaria al suo funzionamento).
Le versioni a 64 bit richiedono una CPU che supporti determinate istruzioni. I dispositivi con poca capacità di archiviazione devono fornire inoltre un'unità flash USB o una scheda SD con spazio sufficiente per i file temporanei durante gli aggiornamenti.
I tablet certificati da Microsoft devono includere i tasti di Power, Volume su e Volume giù; i tasti ⊞ Win e Rotation lock non sono più necessari.
Come con Windows 8, tutti i dispositivi certificati devono essere forniti con il UEFI Secure Boot abilitato per impostazione predefinita. A differenza di Windows 8, gli OEM non sono più tenuti a configurare le impostazioni di Avvio protetto come configurabili dall'utente, il che significa che i dispositivi possono essere bloccati facoltativamente per eseguire solo i sistemi operativi Microsoft. Per l'autenticazione di Windows Hello è necessaria una telecamera con illuminazione a infrarossi supportata e un lettore di impronte digitali.
A partire da Intel Kaby Lake e AMD Bristol Ridge, Windows 10 è l'unica versione di Windows che Microsoft supporta con nuove architetture di CPU più recenti. Terry Myerson ha dichiarato che inizialmente Microsoft non aveva intenzione di effettuare ulteriori investimenti nell'ottimizzazione delle versioni precedenti di Windows e del software associato per le nuove generazioni di processori. Queste politiche sono state criticate aspramente dai media, che hanno notato in particolare che Microsoft si rifiutava di supportare gli hardware più recenti (in particolare le CPU Intel Skylake, anch'esse originariamente prese di mira dalla nuova politica con una prematura fine del supporto che alla fine è stata ritirata) su Windows 8.1, una versione di Windows che era ancora in supporto mainstream fino a gennaio 2018. Inoltre, è stata pubblicata una modifica creata da un appassionato che disabilitava il controllo e consentiva a Windows 8.1 e precedenti di continuare a lavorare sulla piattaforma.
Windows 10 Creators Update e versioni successive non supportano il system-on-chips di Intel Clover Trail, secondo la politica dichiarata da Microsoft di fornire solo aggiornamenti per i dispositivi durante il periodo di supporto OEM.

## Critiche
I critici considerarono la versione iniziale di Windows 10 a luglio 2015 come affrettata, citando lo stato incompleto di alcuni software bundle del sistema operativo (come il browser web Edge), nonché la stabilità del sistema operativo stesso al momento del lancio. Tuttavia, TechRadar ritenne che Windows 10 sarebbe stato "il nuovo Windows 7", citando l'interfaccia utente più familiare del sistema operativo, i miglioramenti alle app in bundle, i miglioramenti delle prestazioni, un sistema di ricerca "solido" e l'app Impostazioni più completa rispetto ai suoi equivalenti su 8 e 8.1. Il browser web Microsoft Edge venne elogiato per le sue prestazioni, sebbene al momento del lancio non fosse in uno stato completo di funzionalità. Considerando loro una "grande idea in linea di principio", l'attenzione di Microsoft si è concentrata sull'ecosistema universale delle app, sottolineando che "non è affatto certo che gli sviluppatori si affolleranno a Windows 10 da iOS e Android semplicemente perché possono convertire le loro app facilmente. Potrebbe anche diventare un gioco da ragazzi per loro, ma al momento è ancora necessaria una decisione consapevole."
Engadget recensì ugualmente positivamente, osservando che il processo di aggiornamento era senza effetti collaterali e che l'interfaccia utente di Windows 10 aveva aspetti bilanciati di Windows 8 con quelli delle versioni precedenti con un'estetica più matura. Il rilevamento vocale sempre attivo di Cortana era considerato il suo "vero punto di forza", citando anche le sue capacità di interrogazione e le sue caratteristiche di personalizzazione, ma notò che non era così approfondito come Google Now. Le applicazioni di Windows 10 vennero elogiate per essere state migliorate rispetto alle loro controparti Windows 8 e per supportare le modalità con finestre. L'app Xbox è stata inoltre elogiata per la sua funzionalità di streaming Xbox One, sebbene ne raccomandasse l'uso su una rete cablata a causa della qualità incoerente rispetto al Wi-Fi. In conclusione, è stato affermato che "Windows 10 offre l'esperienza desktop più raffinata di sempre di Microsoft, eppure è molto più di questo: è anche un sistema operativo per tablet decente ed è pronto per un mondo pieno di dispositivi ibridi, un'altra sconcertante confusione, sembra un significativo passo avanti per i dispositivi mobili. Heck, ritiene la Xbox One una macchina più utile."
Ars Technica disse che la nuova interfaccia della modalità Tablet rimuovesse gli accessi e il passaggio delle app, rendendo più difficile l'utilizzo del pulsante Start richiedendo agli utenti di raggiungere il pulsante in basso a sinistra anziché al centro dello schermo, rendendo meno istantaneo l'uso di Visualizzazione attività. Microsoft Edge è stato elogiato per essere "tremendamente promettente" e "un browser molto migliore di quanto lo sia mai stato Internet Explorer", ma lo ha criticato per la sua mancanza di funzionalità in fase di lancio. In conclusione, contrapponendolo a Windows 8 come una piattaforma "affidabile" sebbene composta da concetti incompiuti, Windows 10 è stato considerato "il miglior Windows" ed è stato elogiato per avere un concetto generale migliore nella sua capacità di essere "comodo ed efficace" in una vasta gamma di fattori, ma che era più buggato rispetto a versioni precedenti di Windows erano in fase di avvio. ExtremeTech ritenne che Windows 10 avesse limitato le scelte degli utenti, citando i suoi menu di impostazione più opachi, costringendo gli utenti a rinunciare alla larghezza di banda per la distribuzione peer-to-peer degli aggiornamenti e a togliere il controllo dell'utente su funzioni specifiche, come gli aggiornamenti, spiegando che "sembra, ancora una volta, come se Microsoft abbia preso il seme di una buona idea, come fornire automaticamente agli utenti gli aggiornamenti di sicurezza, e ha spinto al massimo l'acceleratore."
I critici hanno notato che Windows 10 enfatizza pesantemente i servizi freemium e contiene varie strutture pubblicitarie. Alcuni punti vendita hanno considerato questi come un "costo" nascosto dell'offerta di aggiornamento gratuito. Esempi di questi hanno incluso microtransazioni in giochi in bundle come Microsoft Solitaire Collection, impostazioni predefinite che visualizzano le promozioni di app "suggerite" nel menu Start e "suggerimenti" nella schermata di blocco che può contenere pubblicità, annunci visualizzati in File Explorer per gli abbonamenti di Microsoft 365 su Creators Update, e varie notifiche pubblicitarie visualizzate di default che promuovono Microsoft Edge quando non è impostato come browser Web predefinito (incluso in una build del settembre 2018, pop-up nag visualizzati per interrompere il processo di installazione dei concorrenti).

### Sistema di aggiornamento
Windows 10 Home è impostato in modo permanente per scaricare automaticamente tutti gli aggiornamenti, inclusi aggiornamenti cumulativi, patch di sicurezza e driver, e gli utenti non possono selezionare singolarmente gli aggiornamenti da installare o meno. Microsoft offre uno strumento diagnostico che può essere utilizzato per nascondere gli aggiornamenti e impedire che vengano reinstallati, ma solo dopo che sono stati già installati, quindi disinstallati senza riavviare il sistema. Tom Warren di The Verge ritenne che, dato che i browser web come Google Chrome avevano già adottato un sistema di aggiornamento automatico, tale requisito avrebbe aiutato a mantenere tutti i dispositivi Windows 10 sicuri e ritenuto "se sei abituato alla famiglia che chiamano supporto tecnico perché non sono riusciti a eseguire l'aggiornamento all'ultimo service pack di Windows o alcuni malware disattivati, allora quest'abitudine si spera sia finita."
Si sono espressi dubbi sul fatto che a causa di questi cambiamenti, gli utenti non sarebbero stati in grado di saltare l'installazione automatica di aggiornamenti difettosi o causare problemi con determinate configurazioni di sistema, anche se gli aggiornamenti di build saranno soggetti a test beta pubblici tramite il programma Windows Insider. C'erano anche preoccupazioni sul fatto che l'installazione forzata degli aggiornamenti dei driver tramite Windows Update, in cui erano precedentemente indicati come "facoltativi", poteva causare conflitti con i driver installati indipendentemente da Windows Update. Un esempio di una situazione del genere si è verificato poco prima della versione generale del sistema operativo, quando un driver della scheda grafica Nvidia che veniva inviato automaticamente agli utenti di Windows 10 tramite Windows Update causava problemi che impedivano l'uso di determinate funzioni o impediva al sistema di fare il boot a tutti.
La critica è stata anche indirizzata alla decisione di Microsoft di non fornire più dettagli specifici sul contenuto degli aggiornamenti cumulativi per Windows 10. Il 9 febbraio 2016, Microsoft ha ritirato questa decisione e ha iniziato a fornire note di pubblicazione per gli aggiornamenti cumulativi sul sito web di Windows.
Alcuni utenti hanno segnalato che durante l'installazione dell'aggiornamento di novembre, alcune applicazioni (in particolare programmi di utilità come CPU-Z e Speccy) sono state disinstallate automaticamente durante il processo di aggiornamento e alcuni programmi predefiniti sono stati ripristinati ai valori predefiniti specificati da Microsoft (come l'app Foto e Microsoft Edge per la visualizzazione PDF), entrambi senza preavviso.
Ulteriori problemi sono stati scoperti in occasione del lancio dell '"Anniversary Update" ("Redstone"), incluso un bug che causava il blocco di alcuni dispositivi (ma risolto dall'aggiornamento cumulativo KB3176938, pubblicato il 31 agosto 2016), e le modifiche fondamentali al modo in cui Windows gestisce le webcam hanno causato il blocco di molti utenti.
A giugno 2017, una build di Redstone 3 Insider (che è conosciuta come rs_IoT su Mobile) è stata accidentalmente pubblicata a Insider e agli utenti non Insider su tutti i PC Windows 10 e Mobile, ma l'aggiornamento è stato ritirato, con Microsoft che si scusa e pubblica un fai attenzione al loro blog del programma Windows Insider che descrive come impedire che la build venga installata sul proprio dispositivo.
Un analista di Gartner ritiene che Windows 10 Pro stia diventando sempre più inappropriato per l'utilizzo in ambienti aziendali a causa delle modifiche ai criteri di supporto di Microsoft, inclusa la durata del ciclo di vita dell'aggiornamento per il consumatore e offrendo supporto esteso per le singole build alle edizioni Enterprise e Education di Windows 10.
I critici hanno riconosciuto che l'aggiornamento e le pratiche di test di Microsoft hanno influenzato la qualità generale di Windows 10. In particolare, è stato sottolineato che i reparti di test interni di Microsoft erano stati influenzati in modo rilevante da una serie di licenziamenti avviati dalla società nel 2014. Microsoft si affida in primo luogo sui test degli utenti e le segnalazioni di bug tramite il programma Windows Insider (che potrebbe non essere sempre di qualità sufficiente per identificare un bug), così come la corrispondenza con gli OEM e altre parti interessate. Sulla scia del noto bug di perdita dei dati di reindirizzamento delle cartelle nella versione 1809, è stato sottolineato che segnalazioni di bug che descrivono il problema erano presenti sull'app di Feedback Hub per diversi mesi prima dell'uscita pubblica. In seguito all'incidente, Microsoft ha aggiornato l'Hub di Feedback in modo che gli utenti possano specificare la gravità di un particolare report di bug. Quando annunciò la ripresa del rollout del 1809, Microsoft dichiarò che avrebbe dovuto essere più trasparente nella gestione della qualità degli aggiornamenti in futuro, attraverso una serie di post sul blog che illustreranno il processo di test e lo sviluppo pianificato di una "dashboard" che indicare lo stato di avanzamento degli aggiornamenti futuri.

### Pratiche di distribuzione
Microsoft è stata criticata per le tattiche utilizzate per promuovere la sua campagna di upgrade gratuita per Windows 10, compresi i comportamenti adware, utilizzando interfacce utente ingannevoli per convincere gli utenti a installare il sistema operativo, scaricare i file di installazione senza il consenso dell'utente, e rendendo difficile agli utenti la soppressione della pubblicità e delle notifiche se non desideravano effettuare l'aggiornamento a 10. L'offerta di aggiornamento è stata commercializzata e avviata utilizzando l'applicazione "Get Windows 10" (GWX), che è stata prima scaricata e installata tramite Windows Update a marzo 2015. È possibile utilizzare chiavi del Registro di sistema e criteri di gruppo per disabilitare parzialmente il meccanismo GWX, ma l'installazione di patch per il software GWX tramite Windows Update potrebbe riportare queste chiavi ai valori predefiniti e quindi riattivare il software. Sono stati inoltre creati programmi di terze parti per aiutare gli utenti ad applicare misure per disabilitare GWX.
A settembre 2015 è stato segnalato che Microsoft stava attivando download automatici dei file di installazione di Windows 10 su tutti i computer compatibili Windows 7 o 8.1 configurati per scaricare e installare automaticamente gli aggiornamenti, indipendentemente dal fatto che avessero richiesto l'aggiornamento specificamente. Microsoft ha confermato il cambiamento, affermando che si trattava di "una pratica del settore che riduce i tempi di installazione e garantisce la prontezza del dispositivo". Questa mossa è stata criticata dagli utenti che dispongono di un limite massimo di dati o di dispositivi con capacità di archiviazione ridotta, poiché le risorse sono state utilizzate dai download automatici di fino a 6 GB di dati. Altri critici hanno sostenuto che Microsoft non avrebbe dovuto attivare alcun download di file di installazione di Windows 10 senza il consenso dell'utente
Nell'ottobre 2015, Windows10 ha iniziato a comparire come aggiornamento "Opzionale" nell'interfaccia di Windows Update, ma preselezionato per l'installazione su alcuni sistemi. Un portavoce di Microsoft ha affermato che si è trattato di un errore e che il download non sarà più pre-selezionato per impostazione predefinita. Tuttavia, il 29 ottobre 2015, Microsoft ha annunciato di aver pianificato di classificare Windows 10 come aggiornamento "consigliato" nell'interfaccia di Windows Update nel 2016, il che causerà un download automatico dei file di installazione. A dicembre 2015 è stata segnalata la comparsa di una nuova finestra di dialogo pubblicitaria, contenente solo i pulsanti "Aggiorna ora" e "Aggiorna stasera" e nessun metodo ovvio per rifiutare l'installazione oltre al pulsante Chiudi.
A marzo 2016, alcuni utenti hanno anche affermato che i loro dispositivi Windows 7 e 8.1 avevano automaticamente iniziato l'aggiornamento a 10 senza il loro consenso. A giugno 2016, il comportamento della finestra di dialogo GWX è cambiato in modo che la chiusura della finestra implicasse il consenso a un aggiornamento programmato. Nonostante questo, un editore di Infoworld ha contestato le affermazioni secondo cui gli aggiornamenti erano iniziati senza alcun consenso; i test hanno dimostrato che l'aggiornamento a Windows 10 inizia solo dopo che l'utente accetta il contratto di licenza con l'utente finale (EULA) presentato dal relativo programma di installazione e, in caso contrario, potrebbe causare il timeout di Windows Update, interrompendo quindi l'installazione tentativo. Si è concluso che questi utenti potrebbero aver cliccato inconsapevolmente sul prompt "Accetta" senza la piena consapevolezza che questo avrebbe dato inizio all'aggiornamento. Nel dicembre 2016, il responsabile marketing di Microsoft, Chris Capossela, ha ammesso che la società era "andata troppo oltre", usando questa tattica, affermando che "sappiamo che vogliamo che la gente utilizzi Windows 10 dal punto di vista della sicurezza, ma trovi il giusto equilibrio non stai superando la linea di essere troppo aggressivi è qualcosa che abbiamo provato e per molti anni penso che abbiamo capito bene ".
Il 21 gennaio 2016, Microsoft è stata citata in giudizio per controversie di modesta entità da un utente il cui computer, poco dopo la pubblicazione del sistema operativo, aveva tentato di eseguire l'aggiornamento a Windows 10 senza il suo consenso. L'aggiornamento non è riuscito e il suo computer è rimasto in stato guasto da allora in poi, che ha interrotto la possibilità di gestire la sua agenzia di viaggi. La corte si è pronunciata a favore dell'utente e le ha assegnato $ 10.000 in risarcimento, ma la Microsoft ha fatto ricorso. Tuttavia, nel maggio 2016, Microsoft ha abbandonato l'appello e ha scelto di risarcire i danni. Poco dopo la segnalazione del Seattle Times, Microsoft ha confermato che stava aggiornando il software GWX ancora una volta per aggiungere opzioni più esplicite per la disattivazione di un aggiornamento gratuito di Windows 10; la notifica finale era una finestra a schermo intero che avvisava gli utenti dell'imminente fine dell'offerta di aggiornamento gratuito e conteneva le opzioni "Ricordamelo più tardi", "Non notificarmi più" e "Notificami altre tre volte".
Nel marzo 2019, Microsoft ha annunciato che avrebbe mostrato le notifiche sui dispositivi Windows 7 informando gli utenti della prossima fine del supporto esteso per la piattaforma e indirizzando gli utenti a un sito Web invitandoli a eseguire l'aggiornamento a Windows 10 o ad acquistare nuovo hardware. Questa finestra di dialogo sarà simile ai precedenti prompt di Windows 10, ma non menziona esplicitamente Windows 10.
Nonostante l'offerta di aggiornamento gratuito sia terminata il 29 luglio 2016, è ancora possibile aggiornare a Windows 10 da Windows 7, 8 e 8.1 tramite ISO o Assistente Aggiornamento con conversione automatica della licenza.

### Raccolta dati e tutela dellaprivacy
I difensori della privacy e altri critici hanno espresso preoccupazione per le politiche sulla privacy di Windows 10 e per la raccolta e l'utilizzo dei dati dei clienti. Sotto le impostazioni "Express" predefinite, Windows 10 è configurato per inviare varie informazioni a Microsoft e altre parti, inclusa la raccolta di contatti utente, dati del calendario e "dati di input associati" per personalizzare "voce, digitazione e input input penna", digitazione e input dei dati per migliorare il riconoscimento, consentendo alle app di utilizzare un "ID pubblicità" univoco per l'analisi e la personalizzazione della pubblicità (funzionalità introdotta da Windows 8.1) e consentire alle app di richiedere i dati sulla posizione dell'utente e inviare questi dati a Microsoft e "partner fidati" per migliorare il rilevamento della posizione (Windows 8 aveva impostazioni simili, ad eccezione del fatto che la raccolta dei dati sulla posizione non includeva "partner affidabili"). Gli utenti possono disattivare la maggior parte di questa raccolta di dati, ma i dati di telemetria per la segnalazione degli errori e l'utilizzo vengono anche inviati a Microsoft e non possono essere disabilitati nelle versioni non Enterprise di Windows 10. La politica sulla privacy di Microsoft afferma, tuttavia, che i dati di telemetria di livello "Base" sono resi anonimi e non possono essere utilizzati per identificare un singolo utente o dispositivo. L'uso di Cortana richiede anche la raccolta di dati "come la posizione del PC, i dati del calendario, le app che usi, i dati delle e-mail e dei messaggi di testo, chi chiami, i tuoi contatti e quanto spesso interagisci con loro sul tuo PC "per personalizzare la sua funzionalità.
Lo scrittore di Rock Paper Shotgun, Alec Meer, ha sostenuto che l'intento di Microsoft per questa raccolta di dati mancava di trasparenza, affermando che "non esiste un mondo in cui 45 pagine di documenti strategici e impostazioni di opt-out divisi in 13 diverse schermate di impostazioni e un sito Web esterno costituisce una vera trasparenza". Joel Hruska di ExtremeTech scrive che "La società che ci ha portato la campagna" Scroogled "ora recupera i dati in modo da rendere geloso Google." Tuttavia, è stato anche sottolineato che il requisito di un uso così ampio dei dati dei clienti era diventato una norma, citando la crescente dipendenza dal cloud computing e da altre forme di elaborazione esterna, nonché requisiti simili di raccolta dati per servizi su dispositivi mobili come Google Now e Siri. Nell'agosto 2015, il politico russo Nikolai Levichev ha chiesto che Windows 10 fosse bandito dall'uso all'interno del governo russo, in quanto invia i dati degli utenti ai server negli Stati Uniti. Il paese ha approvato una legge federale che impone a tutti i servizi online di archiviare i dati degli utenti russi sui server all'interno del paese entro settembre 2016 o di essere bloccati. Scrivendo per ZDNet, Ed Bott ha dichiarato che la mancanza di lamentele da parte delle aziende in merito alla privacy in Windows 10 ha indicato "quanto siano normali questi termini sulla privacy nel 2015.." In un editoriale di Computerworld, Preston Gralla ha tentato di difendere Microsoft affermando che "il tipo di informazioni raccolte da Windows 10 non è diverso da quello che altri sistemi operativi raccolgono, ma Microsoft è tenuta a uno standard diverso rispetto ad altre società".
Il contratto di Microsoft Services stabilisce che i servizi online dell'azienda possono "scaricare automaticamente aggiornamenti software o modifiche alla configurazione, inclusi quelli che impediscono l'accesso ai Servizi, la riproduzione di giochi contraffatti o l'utilizzo di periferiche hardware non autorizzate". I critici hanno interpretato questa affermazione come implicante che Microsoft avrebbe scansionato ed eliminato il software senza licenza installato sui dispositivi che eseguono Windows 10. Tuttavia, altri hanno sottolineato che questo accordo era specifico per i servizi online Microsoft come l'account Microsoft, Microsoft 365, Skype e Xbox Live e che il passaggio incriminato si riferiva molto probabilmente alla gestione dei diritti digitali su console Xbox e giochi di prima parte e non prevede di sorvegliare i videogiochi piratati installati su PC Windows 10. Nonostante questo, alcuni tracker di torrent hanno annunciato piani per bloccare gli utenti di Windows 10, sostenendo inoltre che il sistema operativo potrebbe inviare informazioni a gruppi anti-pirateria affiliati a Microsoft. Scrivendo su queste accuse, Ed Bott di ZDNet ha confrontato la politica sulla privacy di Microsoft con quella di Apple e Google e ha concluso che "non assomiglia lontanamente a quella loro." L'editorialista Kim Komando ha affermato che "in futuro Microsoft potrebbe eseguire scansioni e disabilitare software o hardware che considera una minaccia per la sicurezza", coerentemente con la politica di aggiornamento di Windows 10.

## Politica sulla riservatezza
Per impostazione predefinita, Windows 10 invia determinate informazioni a Microsoft e terze parti, in particolar modo se l'utente configura un account online, e non locale, per accedere al proprio PC. Tra queste informazioni sono compresi i contatti, il calendario, e "dati di input a essi collegati" per consentire la personalizzazione e migliorare il riconoscimento del testo parlato e digitato. Alle app è consentito di usare un identificatore unico per le statistiche personalizzate e per la pubblicità personalizzata (introdotta da Windows 8.1), oltre che di utilizzare dati di localizzazione geografica e di inviarli a Microsoft e ai suoi partner di fiducia.
Sebbene sia possibile ridurre l'invio di dati in fase di installazione oppure in seguito, attraverso la sezione "Privacy" dell'app "Impostazioni", non esiste un'opzione per disattivare l'invio di alcune informazioni di base, se non nelle edizioni Education ed Enterprise del sistema operativo. Microsoft afferma comunque che tali dati non possono essere usati per identificare utenti o dispositivi.
Questa raccolta di informazioni è stata oggetto di critiche da parte della stampa specializzata. A generare qualche dubbio sono stati, inoltre, alcuni passaggi dell'Accordo per l'uso dei servizi Microsoft (Microsoft Services Agreement), il quale afferma che l'azienda potrà impedire all'utente, attraverso aggiornamenti software, di accedere ai servizi e di usare giochi contraffatti o hardware non autorizzato. Secondo alcune interpretazioni, Microsoft potrebbe dunque analizzare e rimuovere programmi privi di regolare licenza sui dispositivi con Windows 10. Altri ritengono che questo accordo valga esclusivamente per i servizi online come Microsoft 365, Skype o Xbox Live, dato che il Microsoft Services Agreement è ben distinto dall'EULA di Windows 10.
Alcuni server Torrent (torrent tracker) hanno annunciato di pianificare un blocco agli utenti di Windows 10, sospettando che il loro sistema operativo possa inviare informazioni ai gruppi anti-pirateria affiliati con Microsoft.

## Dati statistici
Microsoft si aspettava di diffondere Windows 10 su almeno un miliardo di dispositivi nei due o tre anni successivi alla sua pubblicazione. Fino ad agosto 2016, l'utilizzo di Windows 10 era in aumento, mentre alla fine nel 2018, è diventato più popolare di Windows 7 (anche se Windows 7 è ancora più utilizzato nella maggior parte dei paesi in Asia e Africa) e quindi la versione Windows più utilizzata in assoluto (al 48,18%, quindi la più utilizzata in generale), anche se non in alcuni continenti, come misurato dal traffico web. A partire da marzo 2019, il sistema operativo era in esecuzione su oltre 800 milioni di dispositivi e ha una quota di utilizzo stimata del 32% sui PC tradizionali, rendendola la versione più popolare di Windows e la più grande share di utilizzo di un sistema operativo globale, e il 15% su tutte le piattaforme (PC, dispositivi mobili, tablet e console).

### Quota di mercato e vendite
| |             |  |        |        |
| --- | ----------- |  | ------ | ------ |
| Windows 10                                                                                           | Windows 10  |  | 71,09% | 71,09% |
| Windows 11                                                                                           | Windows 11  |  | 23,93% | 23,93% |
| Windows 7                                                                                            | Windows 7   |  | 3,43%  | 3,43%  |
| Windows 8.1                                                                                          | Windows 8.1 |  | 0,68%  | 0,68%  |
| Windows 8                                                                                            | Windows 8   |  | 0,37%  | 0,37%  |
| Windows XP                                                                                           | Windows XP  |  | 0,35%  | 0,35%  |
| Altro                                                                                                | Altro       |  | 0,15%  | 0,15%  |
| Distribuzione della versione desktop di Windows in tutto il mondo secondo StatCounter a giugno 2023. |             |  |        |        |

Ventiquattro ore dopo la sua uscita, Microsoft ha annunciato che oltre 14 milioni di dispositivi utilizzavano Windows 10. Il 26 agosto, Microsoft ha dichiarato che oltre 75 milioni di dispositivi utilizzavano Windows 10, in 192 paesi e oltre 90.000 modelli PC o tablet unici. Secondo Terry Myerson, a partire dal 6 ottobre 2015 c'erano oltre 110 milioni di dispositivi con Windows 10. Il 4 gennaio 2016, Microsoft ha riferito che Windows 10 è stato attivato su oltre 200 milioni di dispositivi dal lancio del sistema operativo nel luglio 2015.
Secondo StatCounter, Windows 10 ha superato Windows 8.1 a dicembre 2015. L'Islanda è stato il primo paese in cui Windows 10 è stato classificato per primo (non solo sul desktop, ma su tutte le piattaforme), con diversi paesi europei più grandi che seguono. Per una settimana, a fine novembre 2016, Windows 10 ha superato il primo livello da Windows 7 negli Stati Uniti, prima di perderlo nuovamente. A febbraio 2017, Windows 10 stava perdendo quote di mercato per Windows 7.
A metà gennaio 2018, Windows 10 aveva una quota di mercato globale leggermente superiore a quella di Windows 7, con esso notevolmente più popolare nei fine settimana, mentre la popolarità varia ampiamente per regione, ad es. Windows 10 è ancora molto indietro in Asia e Africa e molto più avanti in alcune altre regioni, ad es. Oceania.
Successivamente la quota di mercato ha continuato ad aumentare gradualmente ma costantemente in tutto il mondo.
Secondo NetMarketShare, a ottobre 2020 Windows 10 è stato il sistema operativo più diffuso con una quota di mercato di mercato del 28,04% considerando tutti i dispositivi (con Android 10 al 13,09%), del 64,04% considerando soltanto i computer e convertibili (con Windows 7 al 20,41% e MacOS 10.15 al 4,88%) e del 72,16% considerando soltanto le versioni di Windows, con Windows 7 fermo al 22,99%.